# مسجد
مسجد به عنوان یکی از مهم‌ترین نهادهای دینی و اجتماعی در اسلام، جایگاهی ویژه در زندگی مسلمانان دارد. این مکان نه تنها برای عبادت و راز و نیاز با خداوند ساخته شده، بلکه در طول تاریخ به عنوان مرکزی برای آموزش، تصمیم‌گیری‌های اجتماعی، حل اختلافات و حتی برنامه‌ریزی‌های سیاسی و فرهنگی عمل کرده است. مسجد از همان ابتدای ظهور اسلام، به عنوان قلب تپنده جامعه اسلامی شناخته می‌شد، و محمد پیامبر اسلام نیز پس از هجرت به مدینه، اولین اقدام مهمش ساخت مسجد قُبا، و سپس مسجد النبی بود که الگویی برای تمام مساجد پس از آن شد.  

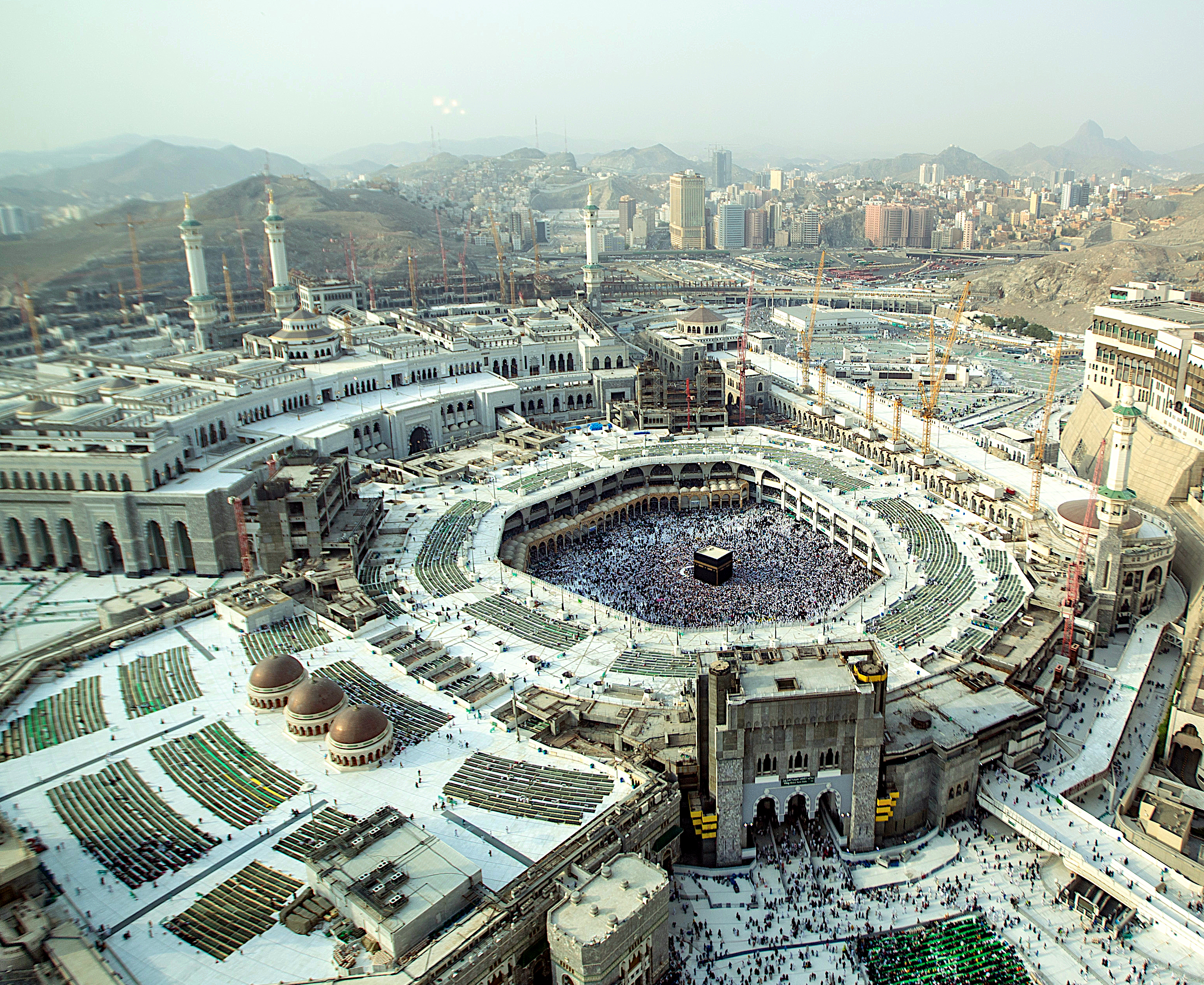
مسجدالحرام: مقدس‌ترین مسجد مسلمانان

معماری مساجد در طول قرن‌ها تحولات بسیاری را پشت سر گذاشته، اما همواره عناصری مانند محراب، منبر و مناره به عنوان اجزای اصلی آن حفظ شده‌اند. هر یک از این عناصر علاوه بر کارکرد عملی، نمادهایی از مفاهیم عمیق دینی و فرهنگی هستند. مثلاً محراب که جهت قبله را نشان می‌دهد، نماد وحدت مسلمانان در عبادت خدای یکتا است؛ مناره نیز که در ابتدا برای اذان گفتن استفاده می‌شد، به تدریج به نشانه‌ای از حضور اسلام در یک منطقه تبدیل گشت.

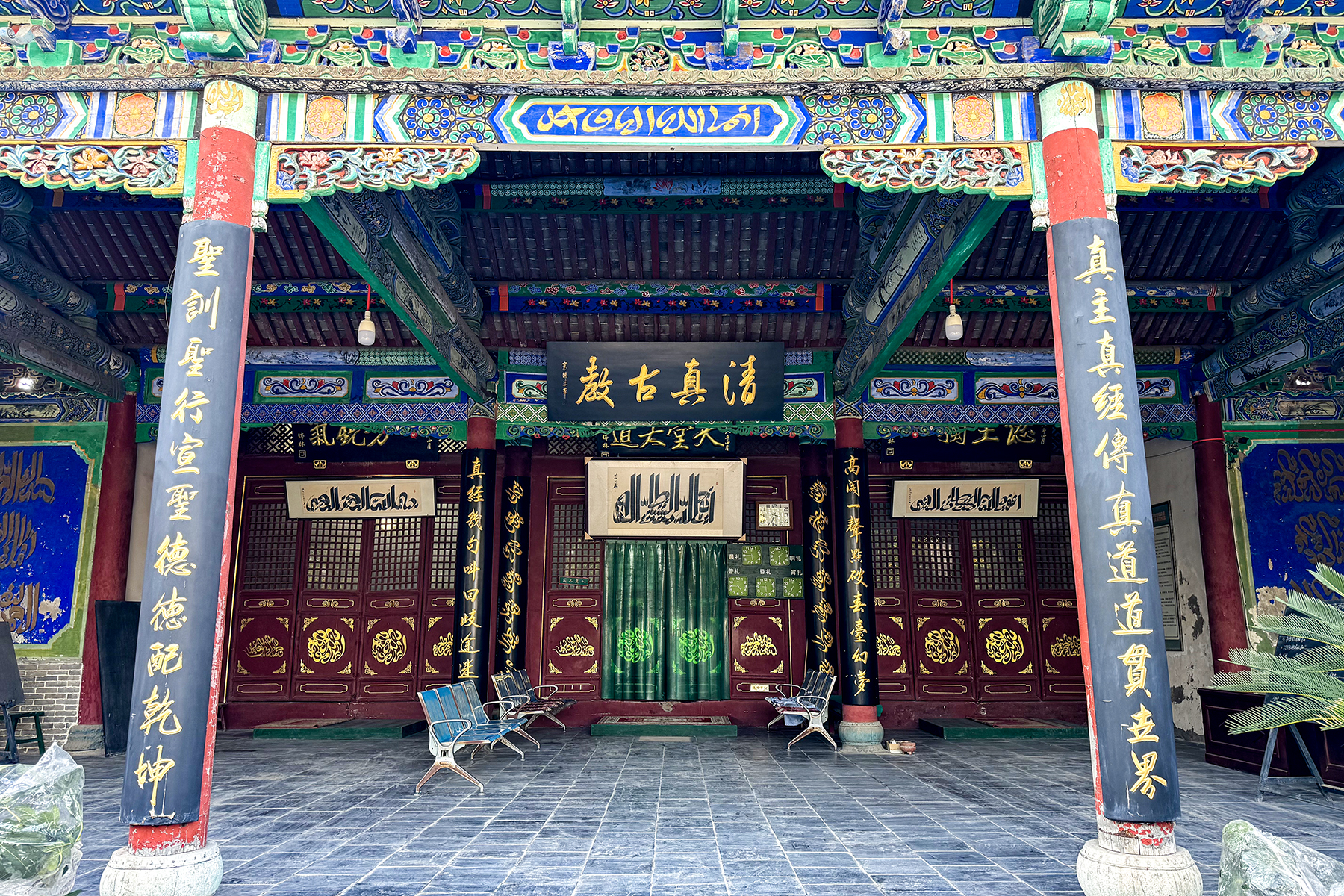
مسجد کائی‌فِنگ در چین

مسجد تنها به معنای یک ساختمان نیست، بلکه نهادی زنده و پویاست که نقش‌های متعددی در جامعه ایفا می‌کند. در گذشته مساجد بزرگ مانند مسجدالحرام و مسجدالاقصی، علاوه بر کارکرد مذهبی، مرکز آموزش علوم دینی و حتی علوم دیگر مانند ریاضیات بودند. دانشمندان و طلاب در این مساجد گرد هم می‌آمدند و علم می‌آموختند. امروزه نیز بسیاری از مساجد در کنار برگزاری نمازهای جماعت، کلاس‌های آموزش قرآن، تفسیر، فقه و حتی علوم دیگر را برگزار می‌کنند.  

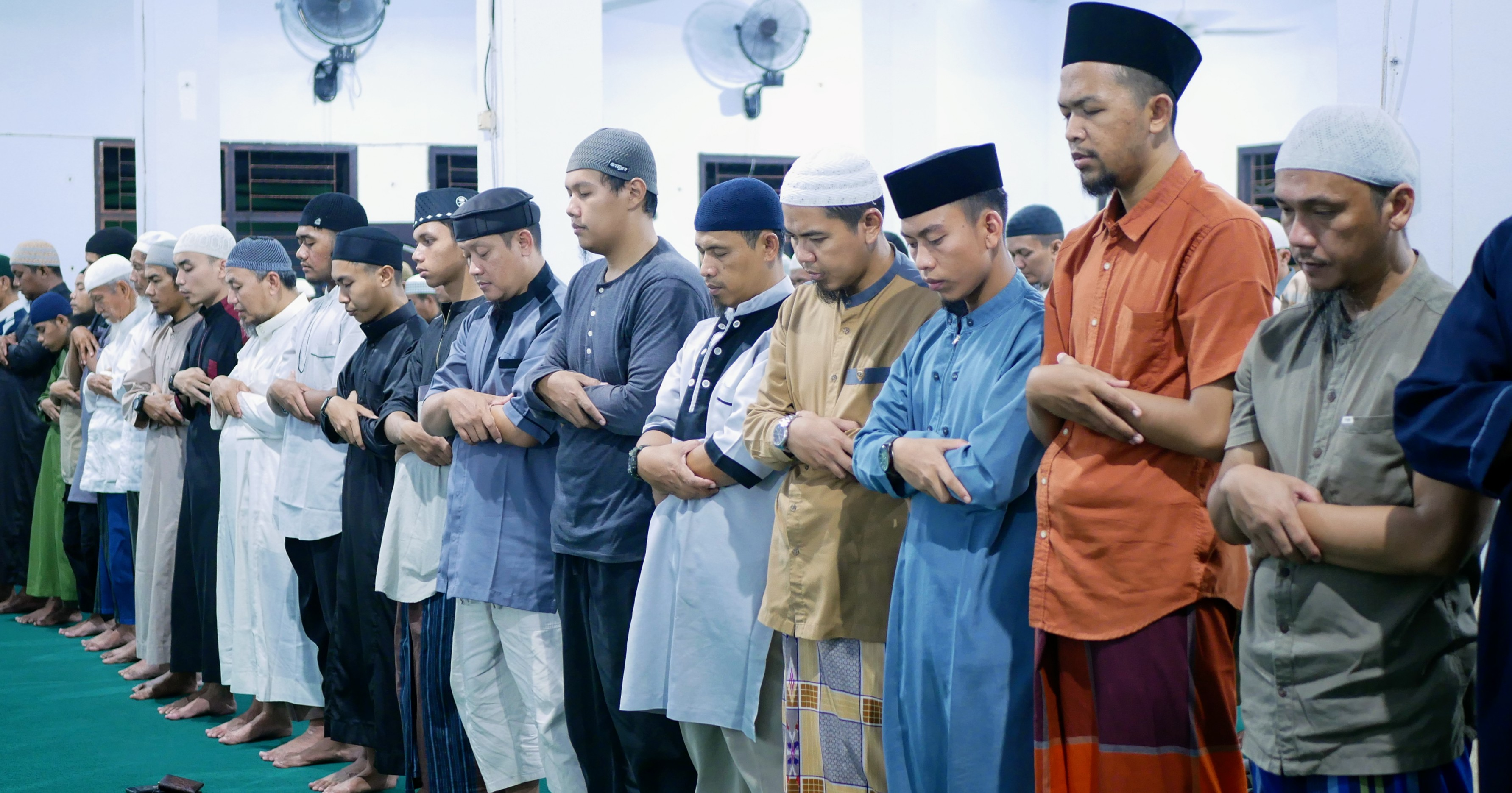

در فرهنگ اسلامی، مسجد خانه خدا نامیده می‌شود و ورود به آن آداب و رسومی دارد که احترام به قداست این مکان را نشان می‌دهد. کسی که می‌خواهد وارد مسجد شود، لازم است که تمامی آنچه اسلام به‌عنوان اخلاق بد و گناه تعریف کرده را پیش از آن ترک کرده، و سپس ورود کند. در غیر این صورت الله، وی را از بسیاری از برکات حضور در مسجد محروم می‌سازد. همچنین مسجد به عنوان مکانی برای برابری و برادری اسلامی شناخته می‌شود، جایی که همه مسلمانان فارغ از جایگاه اجتماعی یا ثروت، در کنار یکدیگر به عبادت می‌پردازند.

## نام
واژهٔ مسجد در لغت به معنای سجده گاه و پیشانی است. بر طبق یک نظر، واژهٔ مسجد معرب واژهٔ مزگت است که از زبان آرامی وارد عربی و فارسی شده‌است.

## مسجد در قرآن
در قرآن، مسجد به معنای اعم نیایشگاه خداوند به کار رفته‌است.
مسجد الاقصی، که معبد یهودیان یا کنیسه بوده‌است و در زمان نزول قرآن کاربردی غیر از آن نداشته‌است، دو بار در قرآن از آن به عنوان مسجد نام برده شده‌است.
همچنین در داستان اصحاب کهف نیز قرآن می‌گوید بر مزار آنان مسجدی بنا کردند. این مسجد بر اساس قول غالب مورخان با توجه به دین مرسوم آن روز کلیسا بوده ست. البته ممکن است کنیسه نیز بوده باشد؛ ولی با توجه به قبل تر بودن از اسلام نمی‌تواند به معنی مسجد مخصوص مسلمانان بوده باشد. علاوه برمسجدالحرام (بیت العتیق) و مسجدالاقصی در قرآن به مساجد دیگری نیز اشاره شده‌است. مسجد ذو قبلتین ۱اسرا-مسجد قبا۱۰۷توبه-مقام ابراهیم (مصلی)-مسجد ضرار که دستور تخریب آن داده شد (سوره توبه، آیه۱۰۷)

## تمثیل مسجد
هانری کربن می‌گوید در آغاز با تفکر به پرواز پرندگان در آسمان، تصمیم گرفته شد فضایی همانند آسمان و در واقع در مقابل پرستشگاه آسمانی، پرستشگاهی زمینی ساخته شود که در واقع این محل مکان ارتباط میان آسمان و زمین باشد. پرستشگاه مفهومی از فضایی است که مسجد ایرانی را معنی می‌کند. در میان صحن مسجد، حوض آبی قرار دارد که تصویری از آسمان، که همان پرستش گاه مثالی است و کاشی‌های گنبد را نمایان می‌سازد. آب حوض، آیینه‌ای است که از طریق همین آیینه حقیقت نماد مرکزیت آشکار می‌شود. فیلسوفان بزرگی که در اصفهان زندگی می‌کردند همین نمود آیینه در پرستشگاه مثالی را بیان کرده‌اند. مساجد دارای ۴ ایوان هستند که در امتداد ۴ افق هم قرار دارند، اما اگر ما در یکی از ایوان‌ها قرار بگیریم قادر خواهیم بود هم ایوان و هم تصویر ایوان را در حوض ببینیم. این تصویر، تصویر مجازی است که ما می‌بینیم و انتقال تصویر از قوه و مجاز به واقعیت همان تأویل است که برای سهروردی رسوخ به عالم مثال بود.
تصویر معنوی بر هر دریافت تجربی تقدم دارد و آیینه دقیقاً همان چیزی که در جهان واقعی قرار دارد را به ما نشان می‌دهد و ما را به سمت بعد معنوی تصویر می‌برد. به گفتهٔ یکی از بزرگان ایرانی دیدن چیزها در «هور قلیا» همان «اقلیم هشتم» یا «مدینهٔ تمثیلی» است و آیینه است که این راه را به ما نشان می‌دهد. «تمثیلی که مساجد ایرانی از صورت مثالی پرستشگاه آسمانی ارائه می‌دهند، با تعریض‌های ساختاری به رقم ۱۲ که عدد کلیدی ریاضیات عرفانی شیعه اثنی عشری است، دقت بیشتری پیدا می‌کند.» تحلیل ساختار مسجد و فضای ریاضی آن باعث شده که شاخص‌های بسیاری نمادین شود؛ مثلاً کتیبهٔ شاه طهماسب اول که گرداگرد ایوان جنوبی قرار دارد، نام ۱۴ معصوم را دربردارد؛ یا سعید قمی با سنجش ۱۲ زاویهٔ مکعب کعبه نام ۱۲ امام را سنجیده و این نکتهٔ پنهانی را دریافته‌است. به گفتهٔ هانری کربن اصفهان مقر هور قلیا است و شاه عباس اول هنگامی که حکومت را به دست گرفت تصمیم داشت اصفهان را بر اساس تصویر شهرهای بهشت و آنچه در قرآن، کتب عارفان و حکما نقل شده ایجاد کند.

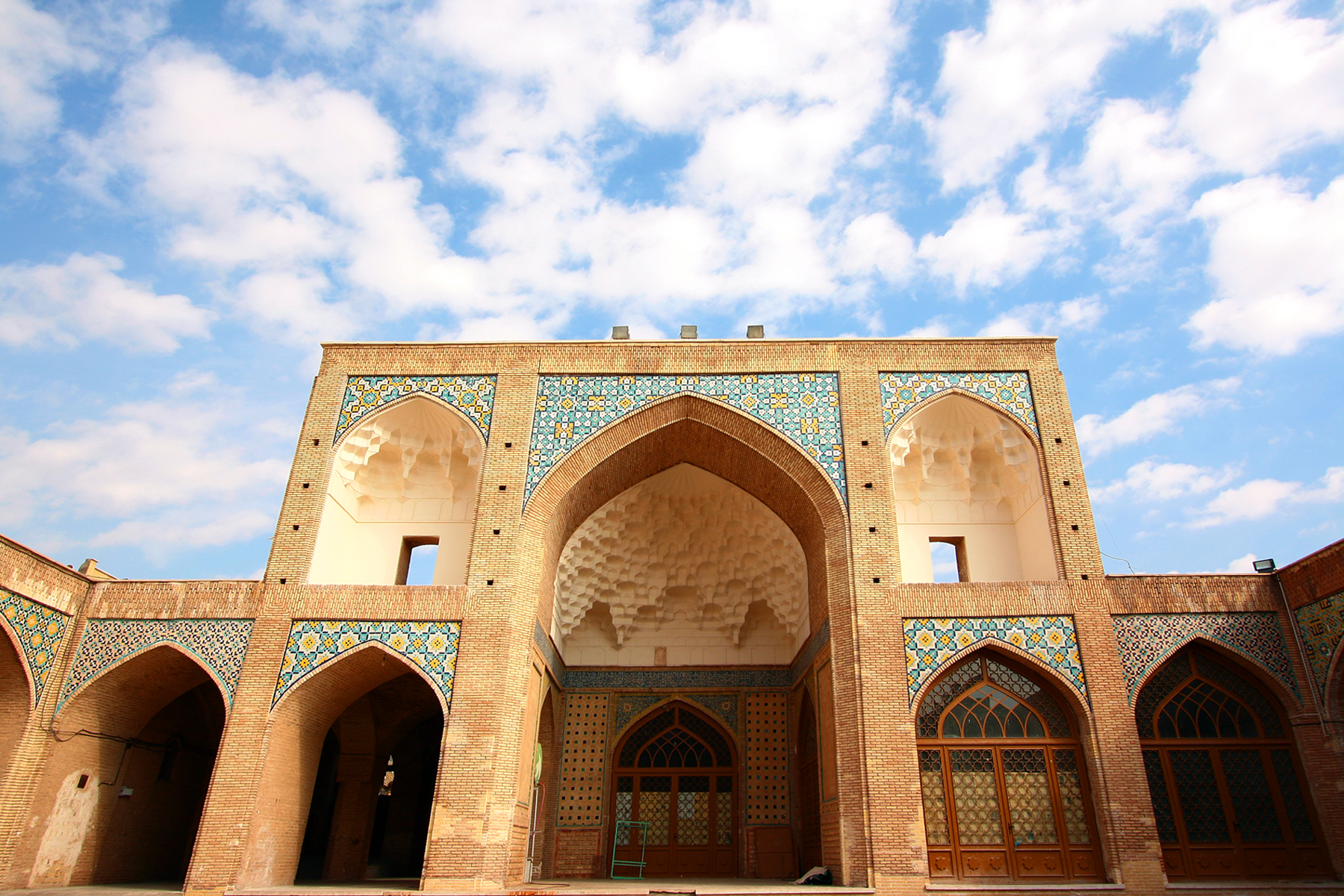
ایوان مسجد جامع در قم

## مسجد تداعی‌کننده گنبد و مناره
پذیرش این مسئله که وجود مساجد گنبدها مناره هادر بافت یک شهر نمی‌تواند به معنای اسلامی بودن ان شهر باشد این امر را بدیهی می‌سازد که باید در عناصر و مؤلفه‌های دیگری که نه تنها کالبد بلکه روح و هویت شهرها را می‌سازند به دنبال نشانه‌هایی از زیست مسلمانان و الگوهای یک شهر اسلامی بود. به عقیده مسلمانان مسجد محلی برای آرامش روحی انسان است.
مناره‌های مساجد معمولاً دو یا یک عدد می‌باشند به صورتی که مساجد فرقه سنی دارای یک مناره و مساجد فرقه شیعه دارای دو مناره می‌باشد.

## مسجد جامع

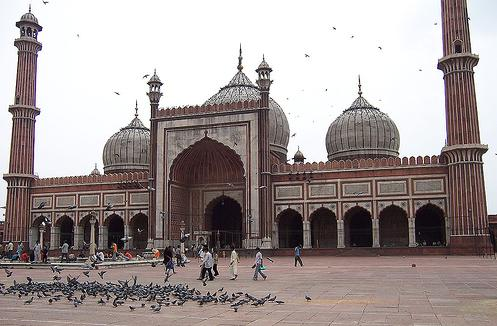
مسجد جامع دهلی

تفاوت‌های موجود بین مسجد و مسجد جامع با ویژگی‌های هرکدام به خوبی مشخص است شاخصه‌هایی پایدار که در سراسر جهان اسلامی و در طول زمانی حدوداً هزار سال، همچنان باقی مانده‌است. مسجد مکانی بوده صرفاً به جهت عبادت اما از آن جایی که در گذشته‌استفاده‌های دیگری هم از آن می‌شد، همچون قضاوت، نگهداری بیت المال، برپایی اجتماعات بزرگ، بزودی نماد قدرتمند اسلام شد و هم عرصه‌های دینی و هم قلمروهای دنیوی را دربرگرفت، اما نتوانست پاسخگوی نیازهای مذکور باشد، ساخت مسجد جامع بعلت حفظ این دو جنبه بود. فقدان نهادها و بناهای رسمی عمومی نظیر تالار شهر یا محاکم اسلامی، به نقش دووجهی مسجد جامع اهمیت بیشتری بخشید. این تمایز کارکردی، تفاوتی را در منزلت و مقصود مساجد منعکس ساخت و در دو واژه کاملاً مجزا رسمیت یافت، یعنی مسجد و جامع. علی‌رغم تمایز آشکار کارکردی بین مسجد و جامع، از لحاظ طرح تفاوتی بین این دو وجود ندارد. در واقع «جامع» عملاً ابعاد بزرگتر و تزئینات بیشتری را دارا می‌باشد.

## مساجد شبستانی
این مساجد که برگرفته از ته رنگ مسجد النبی در مدینه می‌باشند، دارای نقشه‌ای مستطیل شکل با حیاط مرکزی و شبستانی در جهت قبله می‌باشند. مساجد ابتدای اسلام اغلب دارای طرح شبستانی بوده‌اند. مسجد جامع فهرج، مسجد تاریخانه دامغان، مسجد جامع نیشابور، مسجد اولیه جامع اصفهان، مسجد اولیه جامع یزد، مسجد اولیه جامع ساوه، مسجد جامع نائین و مسجد اولیه جامع اردستان دارای طرح شبستانی می‌باشند.

## هنر تزیینی
هنرهای تزیینی در بناهای مذهبی نشانه‌ای از کشف و شهود را در پی دارد و رنگ‌ها وشکل‌های موزون و قوس‌های صعودی و نزولی که از راز آفرینش پرده برمی‌دارد هر کدام به بیننده آرامش روحی و معنوی می‌دهد. به عنوان مثال قاعده هشت وجهی گنبد کنایه از کرسی الهی و نیز عالم فرشتگان و قاعده مربع و چهارگوش نماد جهان جسمانی روی زمین است. ویا این که ساختار مقرنس در این‌جا بازتابی از نمونه‌های مثالی آسمان نزول مأوای آسمانی به سوی زمین و تبلور آسمانی در قالب‌های زمینی است. قوس ایرانی به سوی بالا حرکت دارد و به سمت آسمان و به امر متعالی صعود می‌کند و قوس مغربی حرکتی درونی و به سوی قلب دارد.

## معماری مسجد
مساجد در ابتدا بسیار ساده ساخته می‌شدند و معمولاً سقف حصیری داشتند. هنگامیکه اسلام در ایران استحکام یافت مساجد با گنبد ساخته شد گنبد بیشتر در معماری ایرانی نمود پیدا کرده‌است. قدیمی‌ترین نمونه مساجد با گنبد چارطاقی مربوط به مسجد الاقصی است که قبل از اسلام ساخته شده‌است. در ایران ساسانی بیشتر آتشکده‌ها به صورت چارطاقی و گنبد دار مدور بودند و همین سبک در ساخت مساجد ایران بکار گرفته شد و سپس مناره بر آن افزوده شد. بر اساس کتاب نقش پارسی بر احجار هند معماری چارطاقی و گنبد دار در حوزه تمدنی ایران شکل گرفته‌است. کاخ اردشیر فیروز آباد یکی از نمونه‌های این‌گونه معماری است
در کشورهای شمال آفریقا مساجد فاقد گنبد است و به صورت یک مناره‌ای ساخته می‌شود. مساجد قدیم تر در جهان عرب فاقد مناره هستند.
مساجد در معماری ایران از سیر طراحی تکاملی برخوردارند. کاشی کاری سنتی از مهم‌ترین عناصر تزئینی مساجد ایرانی است.
اما بخش‌هایی هستند که در بیشتر مساجد وجود دارند. هر چند ممکن است در مساجد مهمی مانند مسجد شیخ لطف‌الله اصفهان وجود نداشته باشند. بخش‌های زیر در مساجد دیده می‌شوند:
- سردر
- آستانه
- گنبد
- بارو
- گلدسته
- صحن یا میانسرا
- حرم
- محراب
- رواق
- بارگاه
- چله‌خانه
- حجره
- شبستان
- کتیبه
- ستون
- سرستون
- طاق
- خواجه‌نشین
- آرامگاه
- سنگ قبر

### نورگیرمسجد

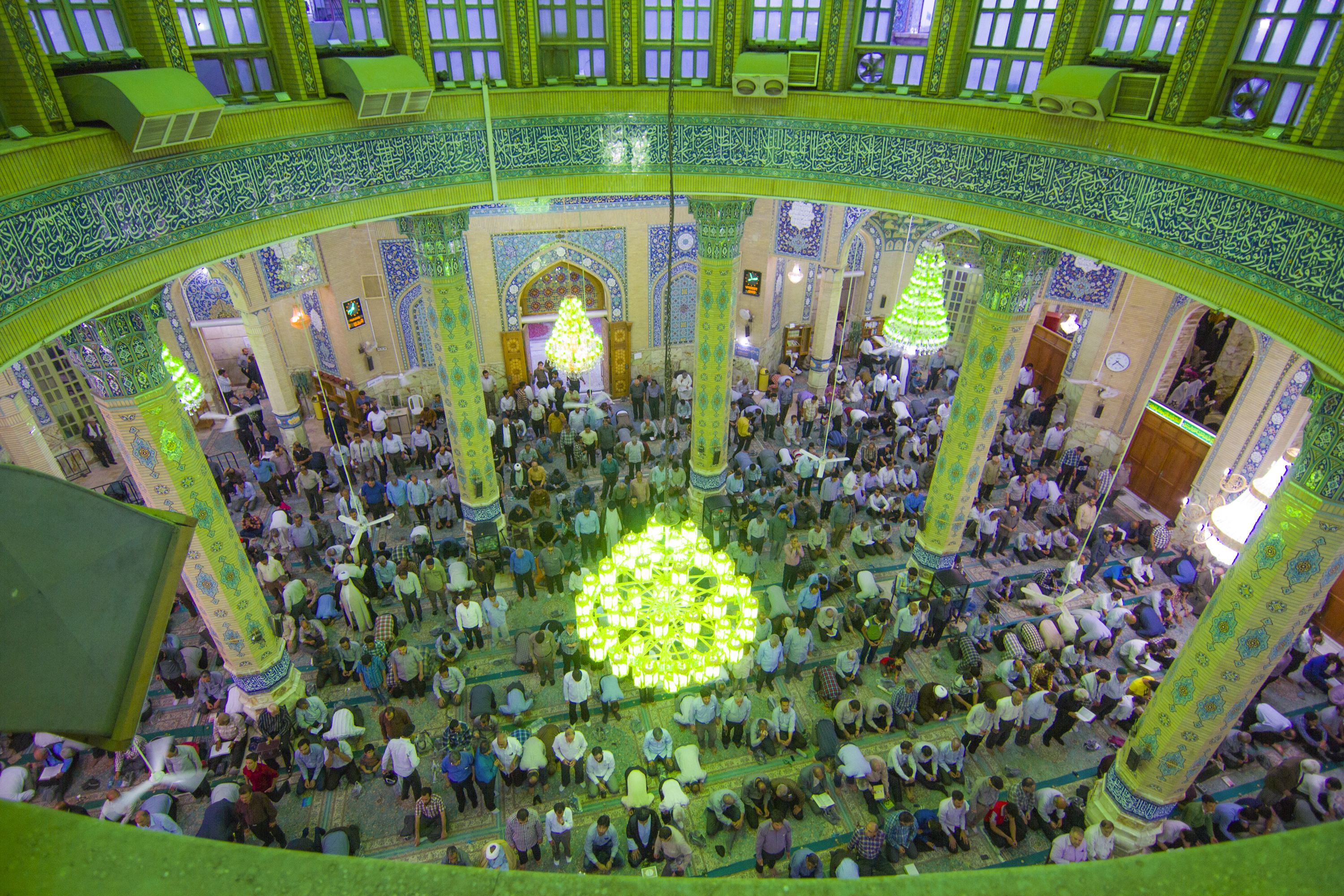
نمای بالای مسجد جمکران از بالای نورگیر مسجد

اطراف گنبدخانه‌های بناهای اسلامی یا در ساقهٔ آن‌ها نورگیرهای زیبایی وجود دارد که به علت شدت و ضعف نور، طرح‌های بدیعی را به وجود آورده. این پنجره‌ها که معمولاً در بغل ایوان‌ها نیز به وجود آمده‌اند و اصطلاحاً به آن‌ها پاچنگ می‌گویند، در اکثر مساجد قدیمی جزو عناصر همراه مساجد هستند. نورگیرها از مصالح کاشی معرق، سنگ، آجر، کاشی و چوب ساخته می‌شوند و دارای نقوش اسلیمی (خطوط برگرفته از پیچک‌های گیاهی) یا هندسی هستند.
جنس پنجره‌های نورگیر در کشورهای هند و پاکستان از سنگ مرمر است.
در بعضی از مساجد قدیمی ایران نورگیرها از خشت خام هم دیده شده‌اند که دارای نقوش اسلیمی هستند و به علت وجود چند نور در آن‌ها، توجه همگان به آن معطوف می‌گردد. یکی از زیباترین پنجره‌های نورگیر، پنجره‌های مشبک چوبی مسجد جامع اصفهان است که با طرح‌های متنوع گره سازی، عملکردی در پنجره‌ها و درهای ارسی دارند. امروزه بسیاری از ضریح‌های امامزاده‌های ایران به صورت شبکه‌های چوبی یا منبت کاری درآمده‌اند از آثار جالب مراکز مذهبی‌اند.
در مسجد شیخ لطف‌الله نور کیفیتی ورای ماده پیدا نموده تا آن جا که نور از جداره شمال شرقی به جداره جنوب غربی تابیده و به محراب نقشی ورای ماده می‌دهد. همچنین نور از جداره‌های طوقه گنبد عبور کرده و پیچ و تاب شبکه‌ها را بر روی گنبد خانه انداخته و مانند این است که این نقوش با سبک بالی در حال رقصند.

### سیالیت

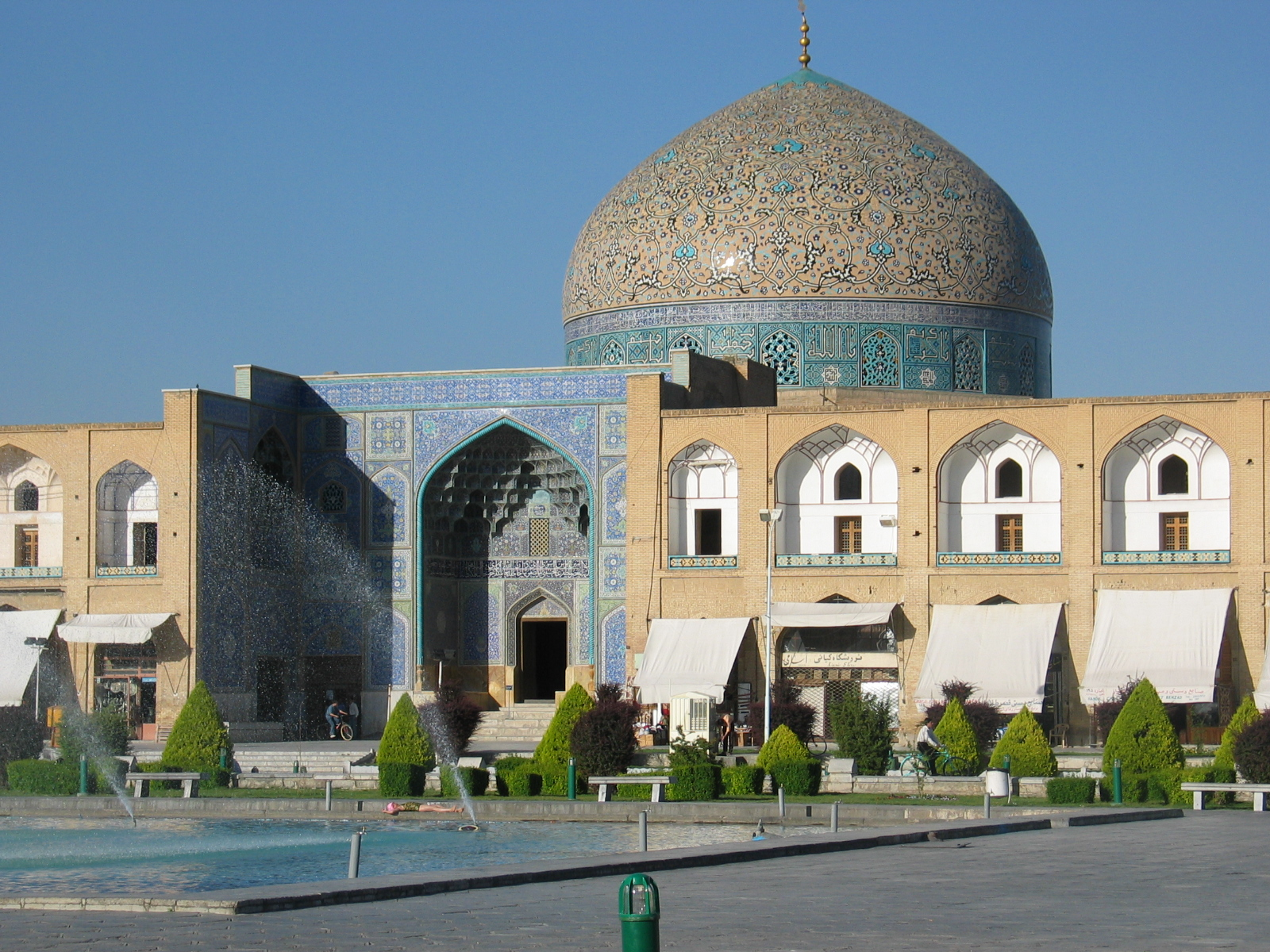
مسجد شیخ لطف‌الله، ایران، اصفهان، میدان نقش جهان.

سیالیت همان احساس تعلیق است که در معماری دوره اصفهانی به خوبی می‌توان دید. از آنجا که سیال بودن باعث می‌شود بنا سبک‌تر به نظر رسد و به بیننده کمک می‌کند تا از عالم مادی به عالم معنوی رود. همانند گنبد خانه‌های مساجد که در گذر زمان کالبد سبک تری پیدا نموده‌اند تا آنجا که علاوه بر کاهش جرز، بازشوهایی در بدنه و طوقه گنبد ایجاد شده و نور را به داخل فضا می‌کشاند و حس سیال بودن گنبد را به مخاطب ارمغان می‌دهد چرا که گنبد در زیر امواج‌های نور قرار گرفته و حس تعلیق را به وجود می‌آورد، همانا که مصالح با پیوند نور آسمانی می‌شوند.

## مسجد در معماری ایران

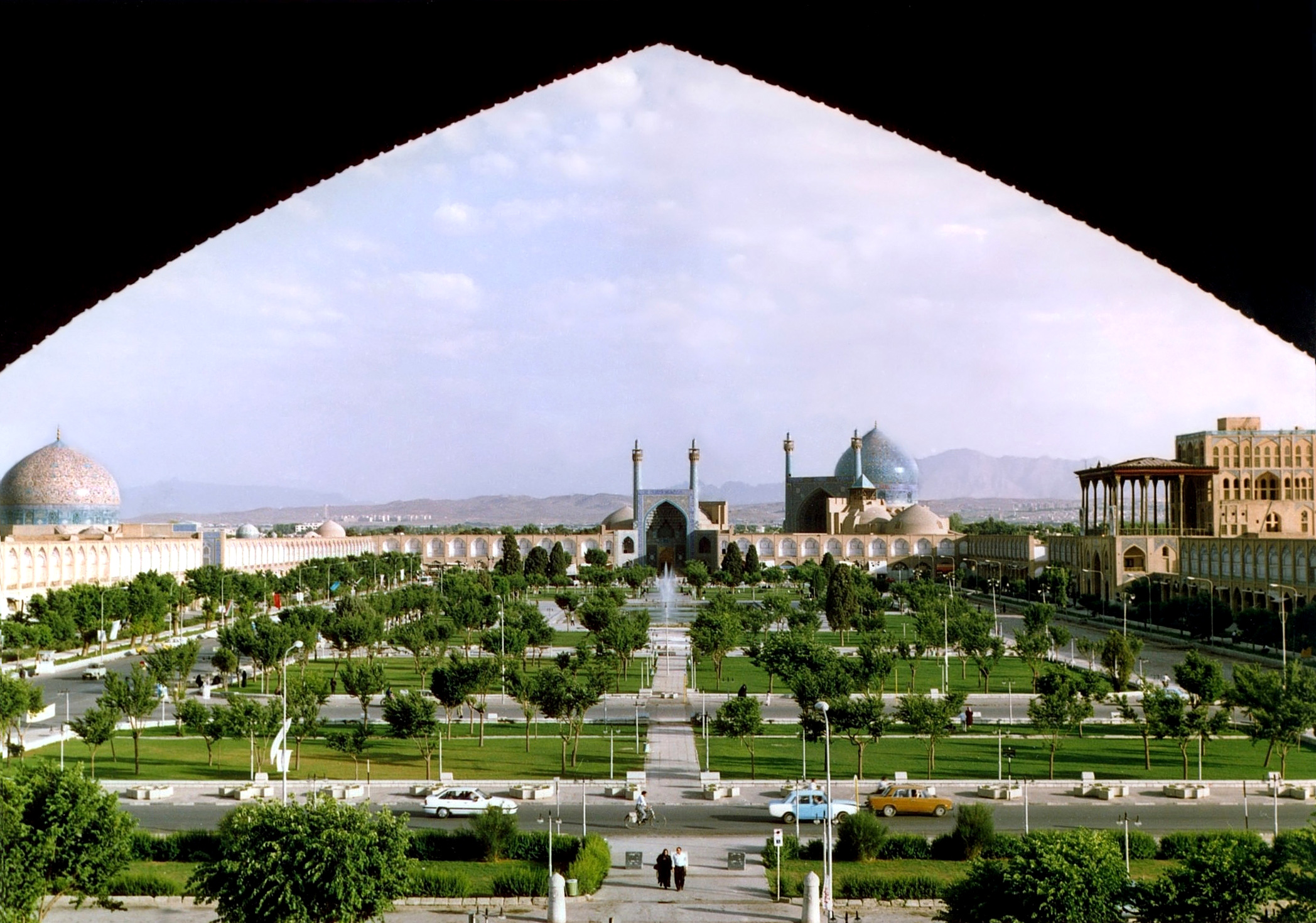
میدان نقش جهان که در آن دو مسجد شیخ لطف‌الله و مسجد شاه قرار دارد.

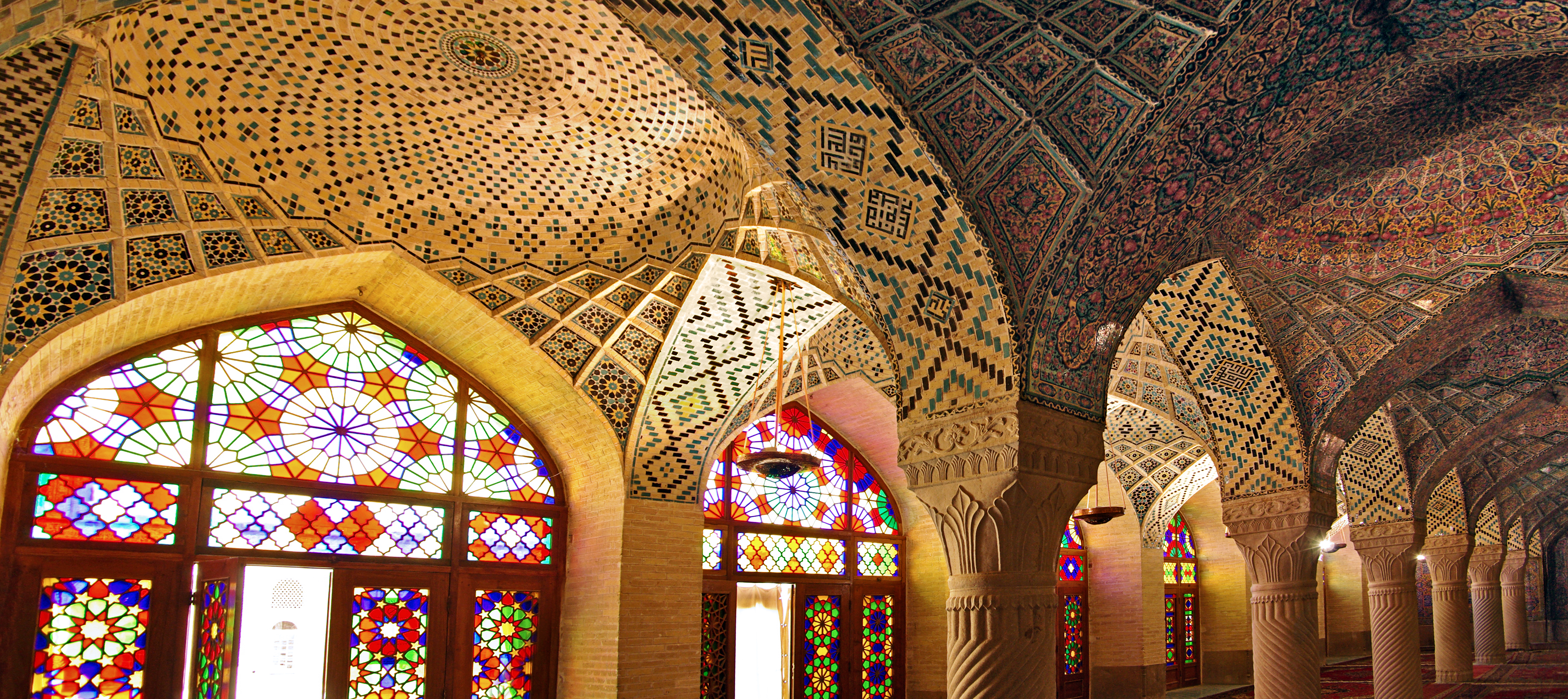
مسجد نصیرالملک در شیراز

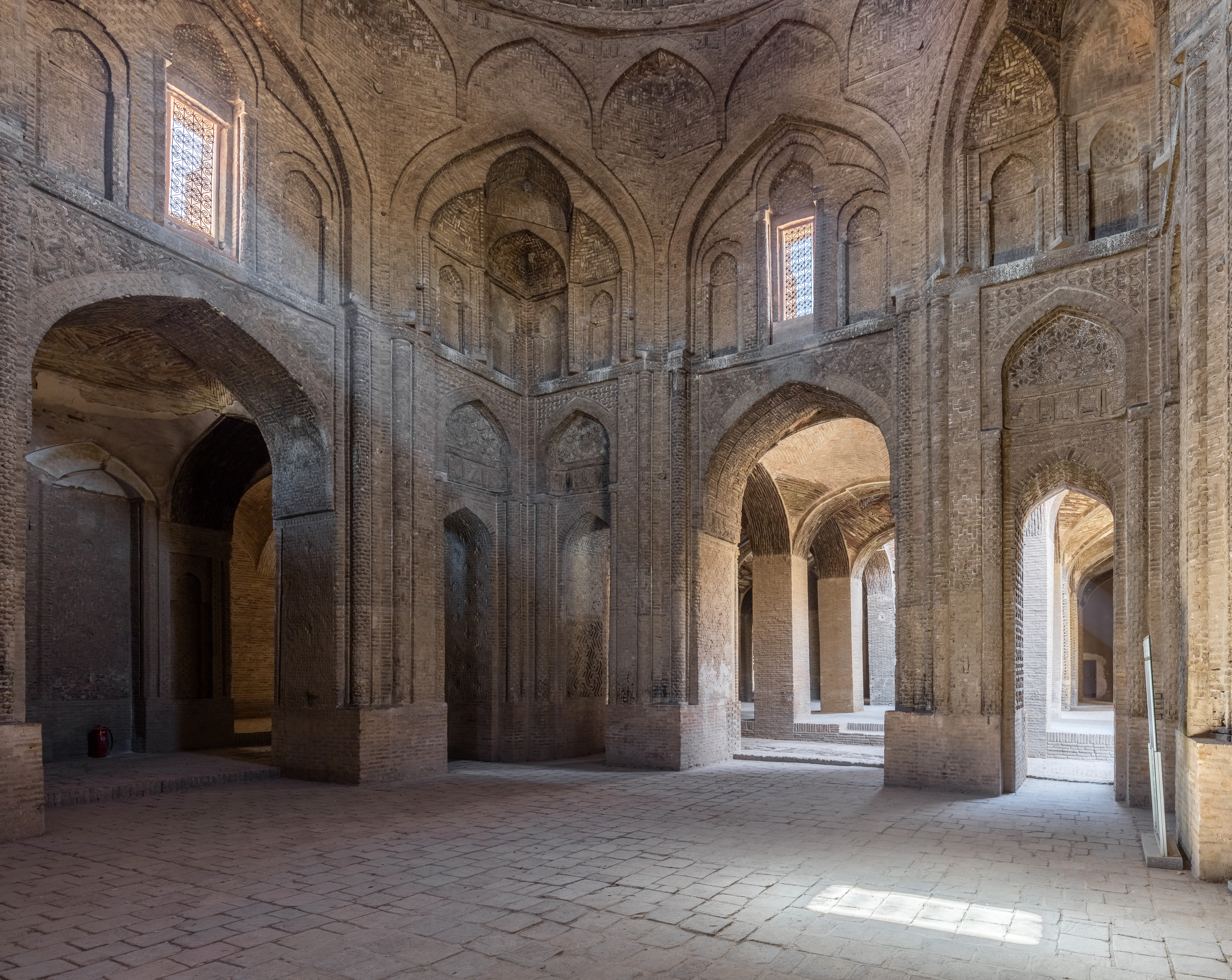
نمایی از فضای گنبدخانهٔ تاج‌الملک مسجد جامع اصفهان

مساجد مهم‌ترین بناهای معماری ایران پس از اسلام هستند. شاخص‌ترین و پیشرفته‌ترین بناهای هر دوره معماری ایران پس از ورود اسلام را می‌توان در مساجد پیدا نمود. اهمیت مسجد در ایران نشانه‌ای از پذیرش و اقبال مردم ایران نسبته به دین اسلام است. چرا که در دورافتاده‌ترین نقاط ایران نیز مساجد مهم‌ترین بناهای بافت اطراف خود بوده‌اند که با هزینه مردم بنا می‌شدند.
ویژگی‌های ساختاری هر مسجد شامل انعطاف ذاتی، بی‌تفاوتی نسبت به نماهای خارجی، تأکید متقابل بر فضای داخلی، و گرایش طبیعی به تزئینات کاربردی است. زمانی که از مسجد «جامع» سخن می‌رانیم در واقع همان مسجد است با ویژگی‌هایی مضاف و فراتر از مسجد و وام گرفته شده از معماری دوره بیزانس با ریشه‌های کلاسیک. به اعتقاد پیرنیا (۱۳۸۳)، ایرانیان کهن و هنرمندان آن‌ها باور به تقلید درست داشته‌اند و آن را بهتر از نوآوری بد می‌دانستند. تقلید یا برداشتی که منطق داشته باشد و با شرایط زندگی سازگار باشد.
از این وجوه خاص که جامع را از مسجد متمایز می‌کند، می‌توان به محراب، منبر یا سکوی وعظ، مقصوره یا محصوره، ناو یا راهروی بالا آمده میانه شبستان و گنبد اشاره کرد. ذکر این نکته حائز اهمیت است همه این عناصر در یک بنا با درجه اهمیت برابر باقی نماندند و با همه آن‌ها به یک نحو برخورد نمی‌شد (براند، ۱۳۸۳).

### تاریخچه مسجد در ایران
پس از فروافتادن ساسانیان، ساخت مساجد در ایران آغاز شد. در سه قرن نخستین حکومت اسلامی در ایران، مساجد به شیوه‌ای بسیار ساده و به پیروی از معماری ساسانی ساخته می‌شد. زادگاه اولین نمونه‌های معماری اسلامی ایران را در خراسان دانسته‌اند، لذا طریق ساخت بناهای این دوران (شامل امویان، عباسیان، طاهریان) به شیوه خراسانی معروف است. در این شیوه که نقشه عمومی بناهای آن از مساجد صدر اسلام اقتباس شده، مساجد به صورت «شبستانی» یا «چهل ستونی» ساخته شده‌اند (ذکرگو، ۴۶:۱۳۸۰)
با پدیدار شدن اسلام و پذیرش آن از سوی ایرانیانی که زیر بیدادگری و ستم بودند دگرگونی‌هایی در ساختمان‌سازی رخ داد:
1. پس از اسلام، با الگو گرفتن از باورهای اسلامی ساختمان‌ها «مردم وار» تر شدند. گرچه در شیوه پارتی نیز مردم واری و پرهیز از بیهودگی نمایان بود ولی پس از اسلام این ارزش‌ها بیشتر نمودار شدند.
2. در شیوه‌های پیشین بنابر شرایط، ساختمان‌سازی کیفیت ویژه‌ای یافت. برای نمونه در شیوه پارتی در روزگار اشکانیان، ساختمان‌ها با سبک پاک‌تراش و با ریزه کاری بیشتری ساخته می‌شدند، اما در دوره دوم زمان ساسانیان چون به ساختمان‌های بیشتری نیاز داشتند ساختمان را با سنگ لاشه می‌ساختند، بدین گونه کیفیت: ساختمان‌سازی نیز افت می‌کرد (پیرنیا، ۱۳۴:۱۳۸۳)[۱۴] این امر به روی نحوه ساخت مساجد در دوره‌های مختلف تأثیر گذاشت. به‌طور مثال ”در دوره سلجوقی آجر کاری و در دوره ایلخانی گچ بری و در دوره تیموری و صفویه کاشیکاری رایج بوده‌است. نقشه ساختمانی مساجد نیز تفاوت‌های آشکاری در هر دوره دارد. در ایران اسلامی با مساجد شبستانی، یک ایوانی، دو ایوانی، چهار ایوانی و ترکیب گنبد خانه با ایوان اصلی روبرو هستیم“(ابوذری ۱۳۸۰: ۱۱۷)[۱۶]

### ساختار مسجد در معماری ایران

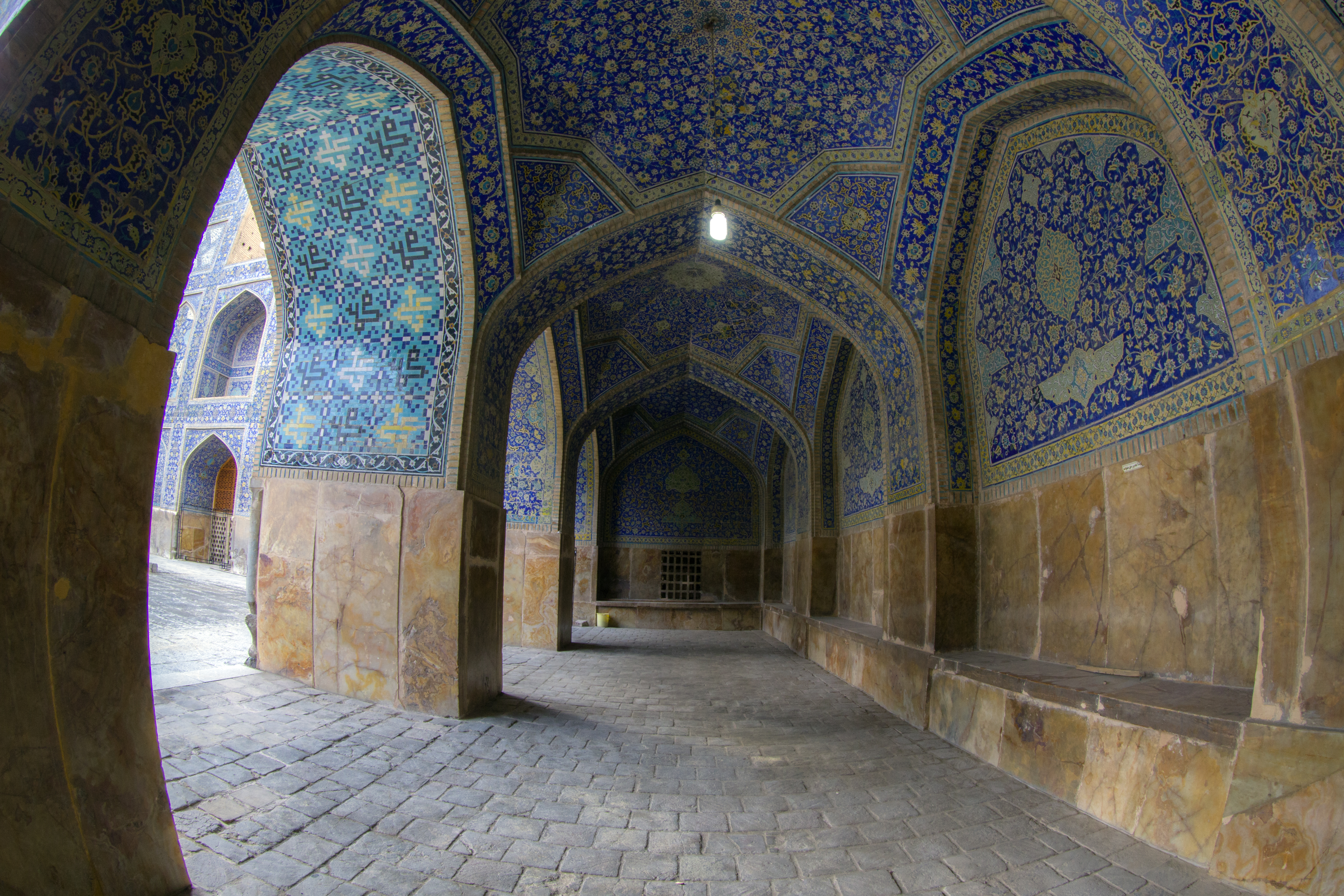
مسجد شاه اصفهان

معماری ساسانی مسجد کاروانسرای دیرگچین که در دوران قبل از اسلام کاربری چهارطاقی را داشته‌است.

در معماری ایرانی هرگاه چند طاق پوش در کنار هم جای می‌گیرند، دهانه کوچه میانی یا میان وار بیش از کوچه‌های دیگر است و از دهانه بر وارها با کوچه‌های دیگر کم‌کم کاسته می‌شود و کوچه کناری که طاق آن روی دیوار پرت (دیواری که پشت آن آزاد است) می‌نشیند کمترین دهانه را دارد تا از رانش طاق کم‌کم کاسته شود و دیوار پرت را نیندازد؛ ناگزیر نمای میانوار که به روی سرای سرگشاده باز می‌شود پردهانه تر و بلندتر می‌شود و از مردم واری آن می‌کاهد.
معمار هنرمند مسجد فهرج برای پیشگیری از این کاستی در کنار دو جرز میانوار، پیلک‌های نغزی افزوده تا دهانه یکسان نماید (این نغزکاری یکصد سال پیش از آن در تاریخانه دامغان به کار رفته‌است). کار بهره‌گیری از ساختمایه‌های بوم‌آور در این مسجد بدانجا کشیده‌است که به جای کاه در کاهگل (که شاید در فهرج کمیاب بوده)، ژاژ (خارشتر-آدور) آسیا شده به کار برده‌اند و همین کار اندودها را از آسیب موریانه بر کنار داشته‌است.

### هنر و معماری مساجد ایران
مساجد ایران تمثیلی بی‌نهایت است از رساندن انسان به کمال و ترکیب‌کننده رمز قدسی به گونه‌ای که این مکان دارای تقدس است و انسان با اشراق درونی با آن ارتباط برقرار می‌کند. این حرکت و سیر کمال گرایانه لازمه هر بنای مذهبی است که اساساً محل بندگی و پرستش است.
هنر به کمال رسیده ایرانیان با بهره‌گیری از مفاهیم هندسی کیهانی همواره نمود بی‌نهایت در یک نهایت یا صورت بوده‌است.

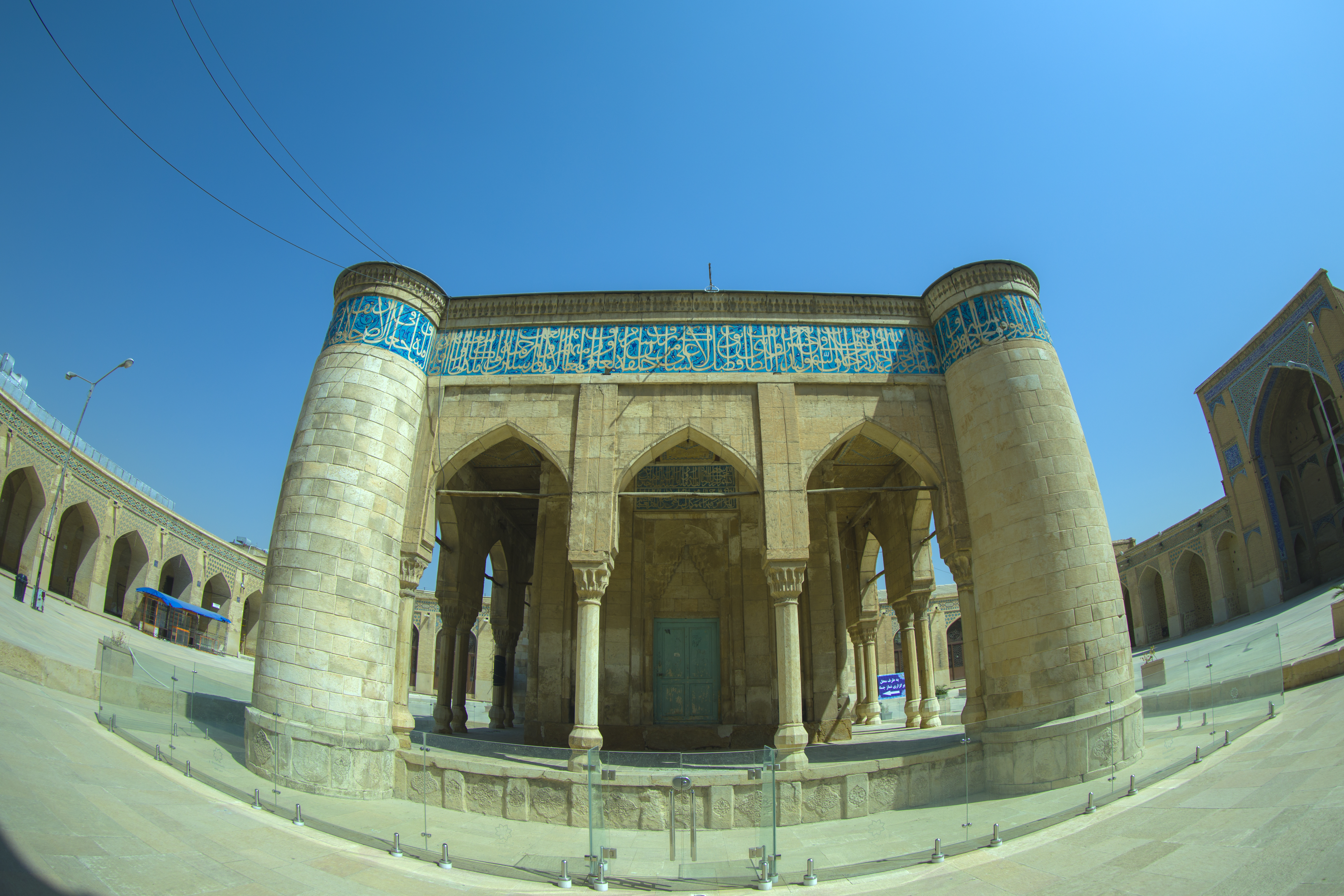
مسجد عتیق شیراز مربوط به دوره سلجوقی

مساجد در نهایت نفس را به حقیقت ازلی و کمال حقیقی می‌رساند. این نائل شدن باحضور و شهودی همراه است که همواره حرکت در مکان و دیدنی از جنس شناخت از لحظه ورود تا به انتها با موحد همس است. تمامی مراتب این حرکت مکانی چون طریقت عرفانی آرام آرام نور حقیقت را در دل آشکار کرده انسان را از حشو و زواید خارج از این مکان مقدس منزه می‌دارد. ورودی در مساجد ایران جایگاه انتخاب و اطمینان است و تمایز را در مکان نشان می‌دهد و بیان می‌دارد که هویتی قدسی و کاملاً متفاوت با پهنه هیولایی اطراف در حال وقوع است. عمدتاً ورودی‌های مساجد ایران حرکتی روحانی به سوی آسمان دارد. به‌طور کلی هرچه به گذشته بازمی‌گردیم درمی‌یابیم که زندگی انسان با کیهان و آسمان بیشتر مرتبط بوده‌است.
جلوه‌های این ارتباط را درقالب نقوش هندسی چون خورشید ماه و ستاره‌ها در معماری می‌یابیم که آن‌ها را در تزیینات به صورت اجر کاری یا کاشی کاری یا در کل حجم معماری در قالب استفاده از حجم‌ها هندسی مطلقی چون مکعب یا مربع مستطیل یا دایره یا احجامی از این قبیل ملاحظه می‌کنیم. هندسه این نقوش دارای کششی درونی و به صورت متحدالمرکز یا مرکزگرا نمایان می‌شود. حرکت اجزای کوچک‌تر و چرخش آن‌ها به دور اجزای دیگر بخشی از چرخش و حرکت کلی است. اجزا در یک نقش در عین حال که دارای اتحاد کلی هستند در بین خود نیز دارای وحدتی یکسان اند و به سوی یک مرکز دارای یک حرکت درونی هستند. این در واقع قانون نظم طبیعی در جهان هستی است. منبت کاری‌ها گره چینی‌ها یا کاشی کاری‌ها به ایجاز این نظم کیهانی را به تصویر می‌کشند. تمامی نقوشی که به صورت طرح‌های اسلیمی هستند در یک حرکت دایره وار قابل مهار شدن در دایره‌اند. این دوایر نامرئی چون روح ویا پهنه بی‌انتها ی معنا همواره در نقوش حضور دارند و بیانگر ماهیت مینویی ان‌اند. این نقوش اصول حقیقی را به نمایش می‌گذارد که بر اساس معرفت وجود و هستی‌شناسی علاوه بر این که الگویی طبیعی در جهان هستی است در بردارنده معنای ازلی نیز هست که ره یافتن به این معنا از طریق مشاهده و درک تحقق می‌یابد.
تابش پی در پی نور در سطوح متفاوت و با زوایای مختلف در پیش تاق ایوان ورودی باعث احساس حضور نور می‌شود حضوری که شاید در حالت عادی در سطوح احساس نمی‌شود اما باتغییر تابش و ایجاد سایه‌های متفاوت احساسی بلورین را در زیر تاق برمی انگیزاند. نور در این میان نقش حکیمانه خویش را با ظهوری حیات بخش ایفا می‌کند و تأثیر وجودی خویش را در تراش الماس گونه فضا در هماهنگی شگفت‌انگیز با هندسه به جای می‌گذارد. نور بخشایش و رحمت الهی را بر آینه دل مؤمنین می‌تابد. اگر ان واجد بازتابش باشد انوار عالی الهی را به طرق مختلف نمایان می‌سازد. اما با وجود تکثر این بازتابش‌ها حرکت صعودی در آن‌ها دیده می‌شود و در انتها به یک خورشید یا شمسه در نور ازلی می‌رسند.
هندسه پیش تاق یا ایوان ورودی به صورت یک مستطیل کشیده شده‌است که عمدتاً با دو مناره در دو طرف ترکیب می‌شوند و با زبان سکوت شهادت می‌دهند که در این‌جا اتفاقی مقدس رخ می‌دهد. علاوه بر این تفاوت مقیاس و شکستنی که در خط آسمان عناصر اطراف خود ایجاد می‌کند بر حرکت رو به بالای ورودی بیشتر تأکید می‌کند. این عروج روحانی در پیش تاق یا موتیف‌هایی چون مناره‌ها و کاشی کاری‌ها بر روی مناره‌ها به صورت اجر کاری و با طرح‌های اسلیمی مقرنس‌ها پیچ‌های تزیینی نیلی رنگ محیط و قوس‌های تیزه دار بیان می‌شود. فضای ورودی آغاز سفر عرفانی است که درون را به آنچه شایسته رسیدن اوست سوق می‌دهد.

## کارکردهای مسجد
مساجد به عنوان مهم‌ترین بناها در هر شهر و روستا همواره نقش‌های متعددی در زندگی قشرها مردم داشته‌اند. این بناها چون بزرگ‌ترین ساختمان‌ها بوده‌اند در آغاز نیازی به داشتن نشانی ویژه‌ای نداشته نگاه هر گذرنده‌ای را به سوی خود جلب می‌کردند اما پس از گسترش شهرها نخست با افزایش در گاه‌ها و نهادن توق بر بلندترین جای ان و سپس با ساختن میل برج مناره در کنار و نزدیک ان ساکنان شهر را به عبادتگاه راهنمایی می‌کرده‌اند.
رفته رفته مسجد به عنوان چشم‌اندازی جغرافیایی و جلوه گاه هنر و ذوق ایرانی شهر را کاملاً تحت تأثیر خود قرار داد اما سیمای خاصی که مسجد در شهر به وجود می‌آورد و اثری که بر گسترش شهر می‌گذاشت. تنها به فضاهای فیزیکی و آرایش‌های هنری و ذوقی ان ختم نمی‌شد بلکه مسجد از گذشته کارکردهای گوناگونی داشته و اکنون هم این نقش‌ها را تا حدودی حفظ کرده‌است. این نقش‌ها عبارتند از:
- مرکز ارشاد و تبلیغ اسلامی و کانون رعایت قواعد و قوانین خاص.
- اعتقاد به عبادت نمازگزاران و نیایش به خدا از عوامل و انگیزه‌های بنیاد و ایجاد مساجد است.[۲۱]
- جمع‌آوری نذورات و کمک‌های خیرین پخش آن بین نیازمندان

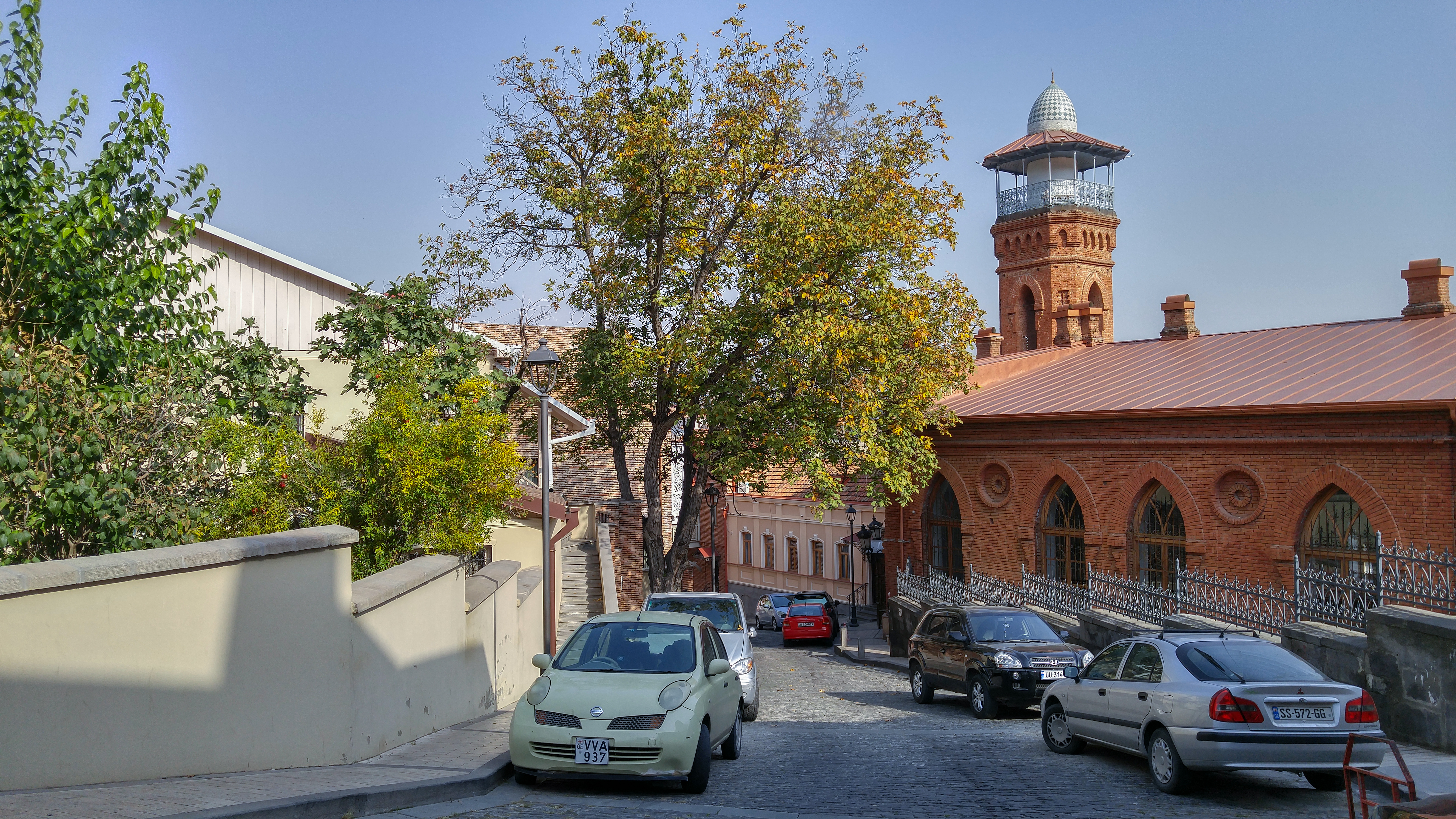
تنها مسجد مسلمانان در شهر تفلیس

- تنها مسجد مسلمانان در شهر تفلیسآموزش رشته‌های مختلف (قرآن، نهج البلاغه، آمادگی دفاعی و…)

## محدودیت‌ها
در عربستان سعودی ساخت هرگونه عبادت‌گاهی به غیر از مسجد ممنوع است.
در تاریخ ۲۹ نوامبر ۲۰۰۹ میلادی، اکثریت مردم سوئیس با شرکت در یک همه‌پرسی عمومی، به «ممنوعیت احداث مناره در سوئیس»، رأی مثبت دادند.

## نگارخانه

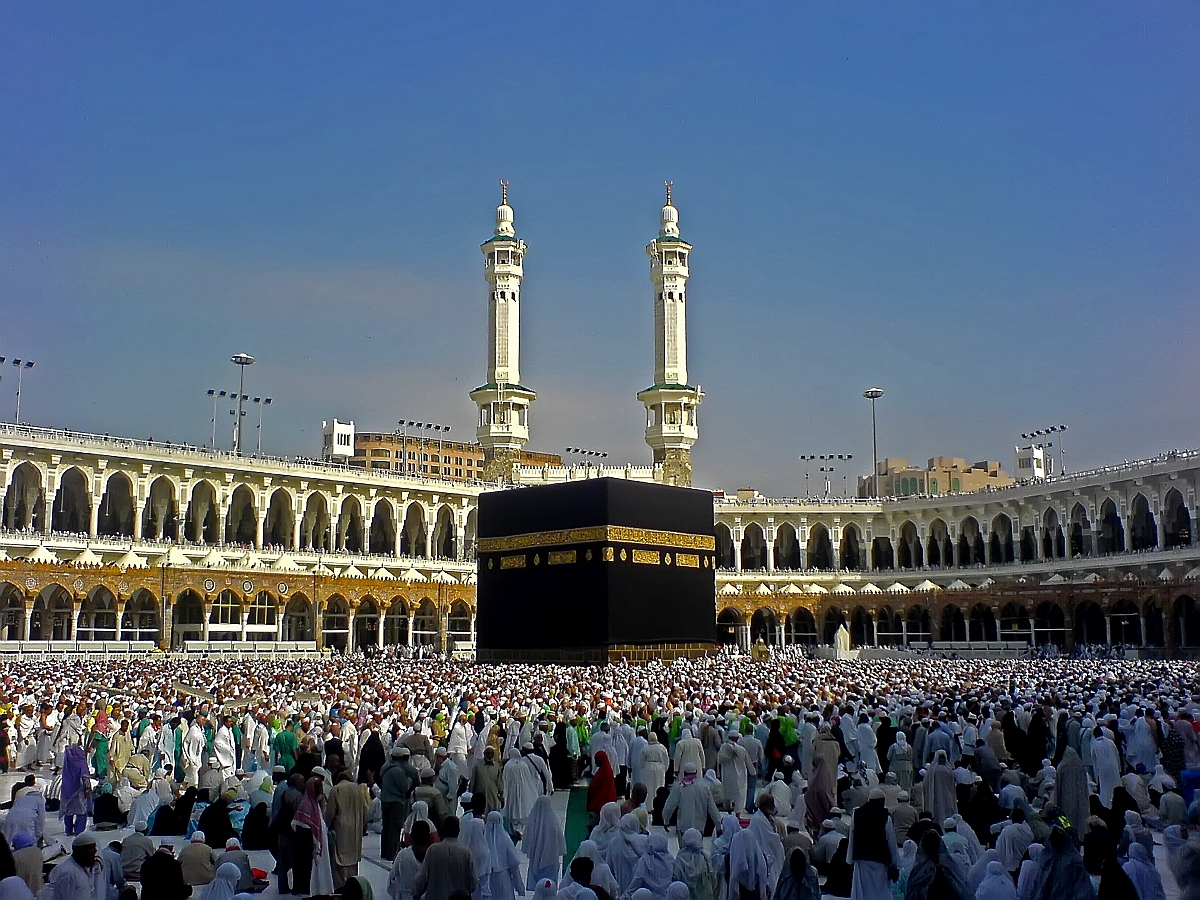
مسجد الحرام در مکه
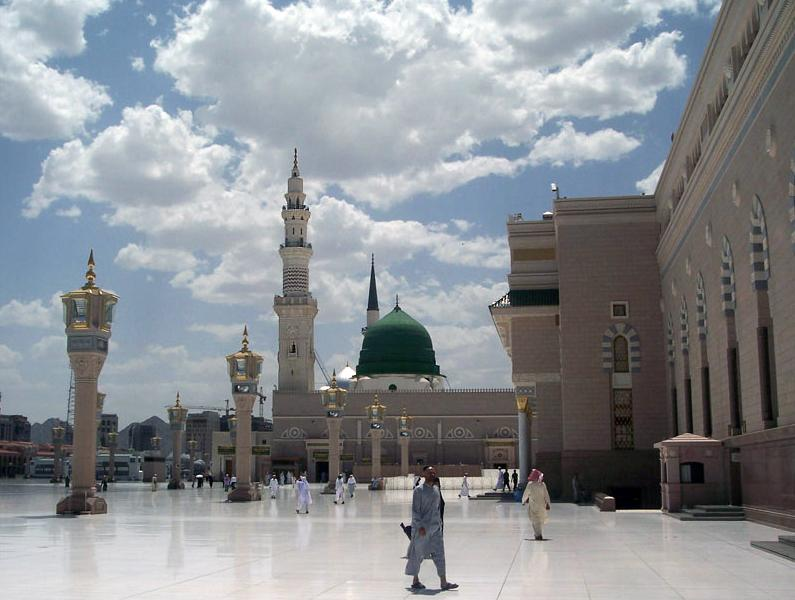
مسجد النبی، مسجد پیامبر در مدینه
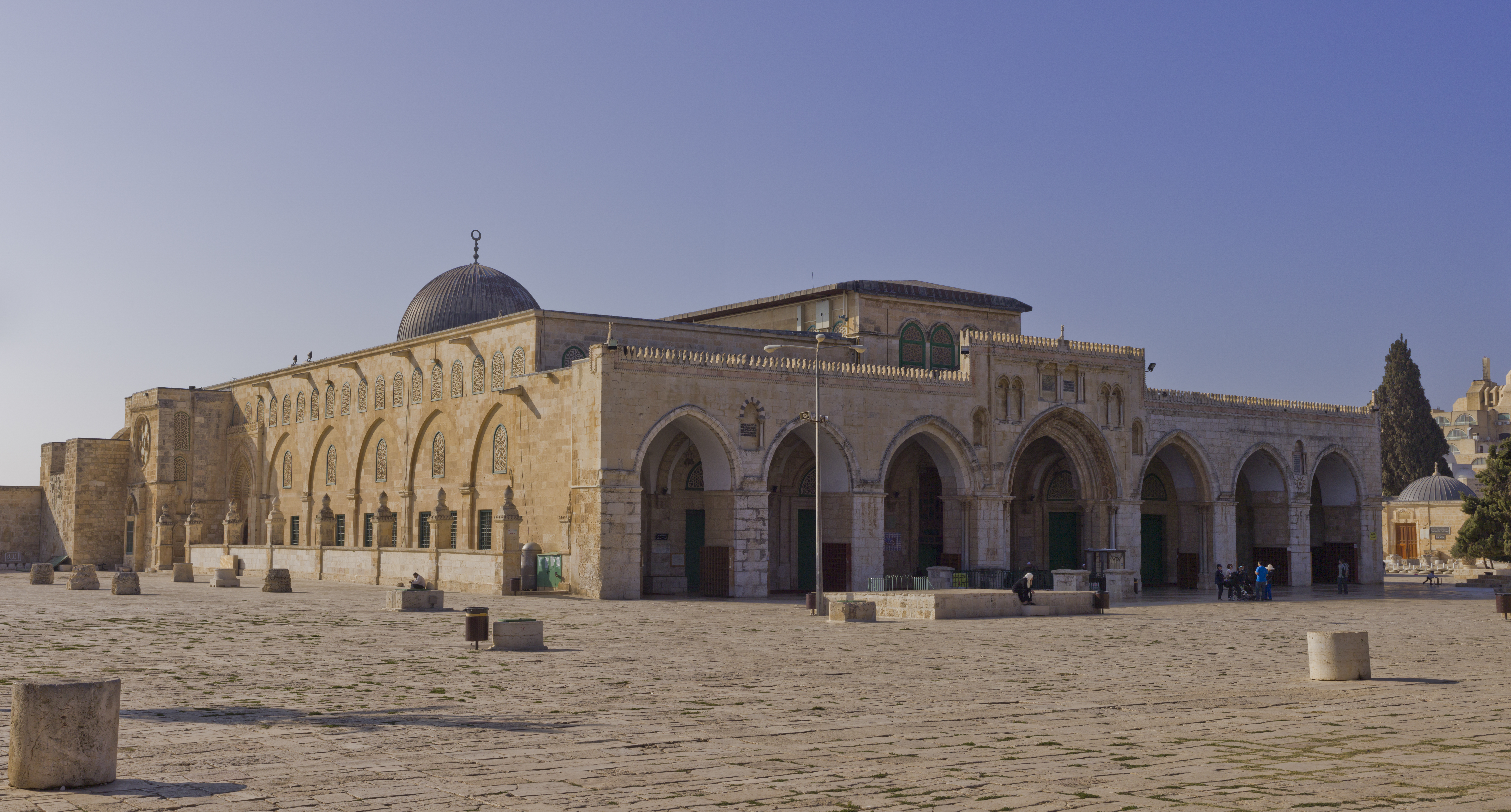
مسجدالاقصی در اورشلیم
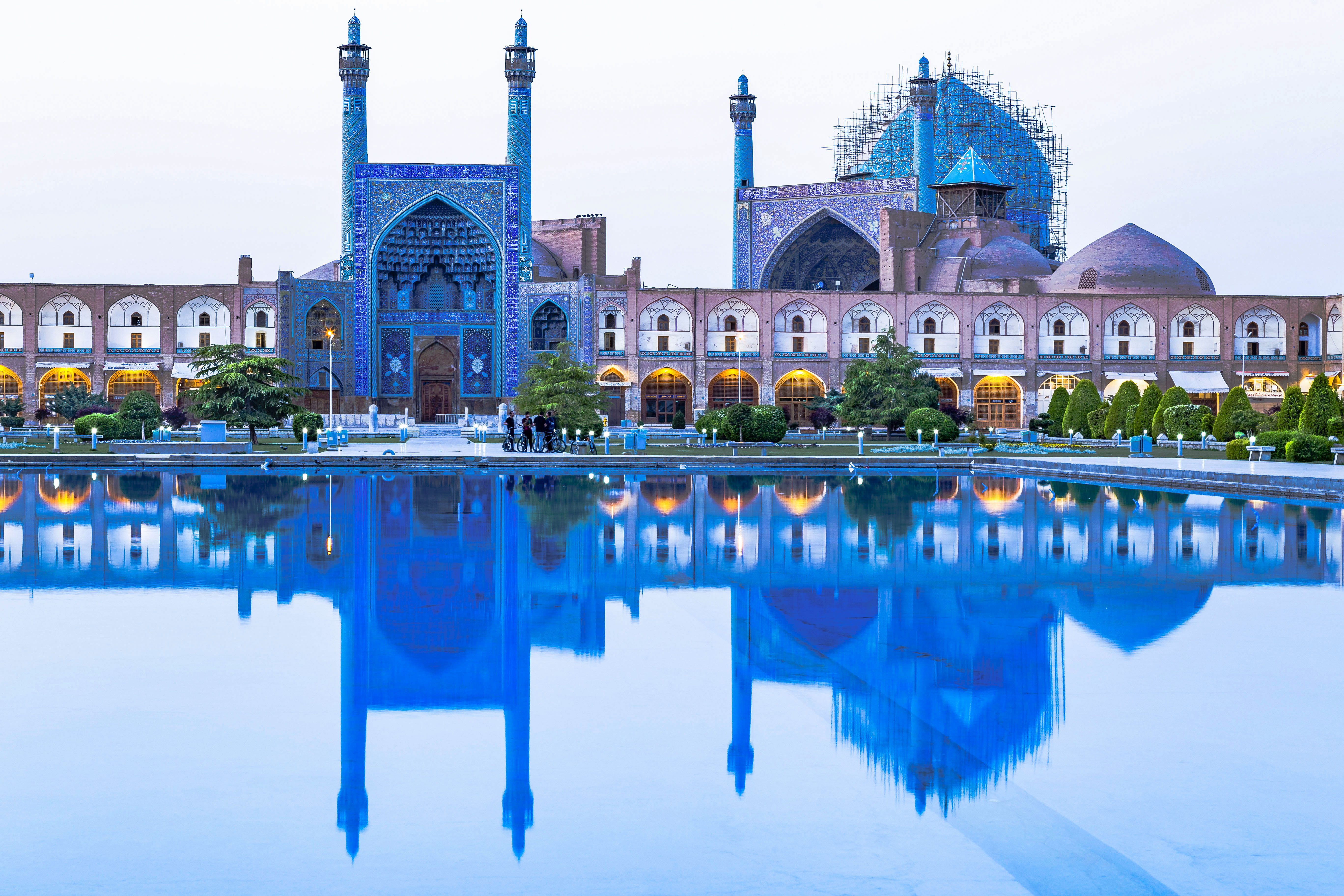
مسجد شاه در اصفهان
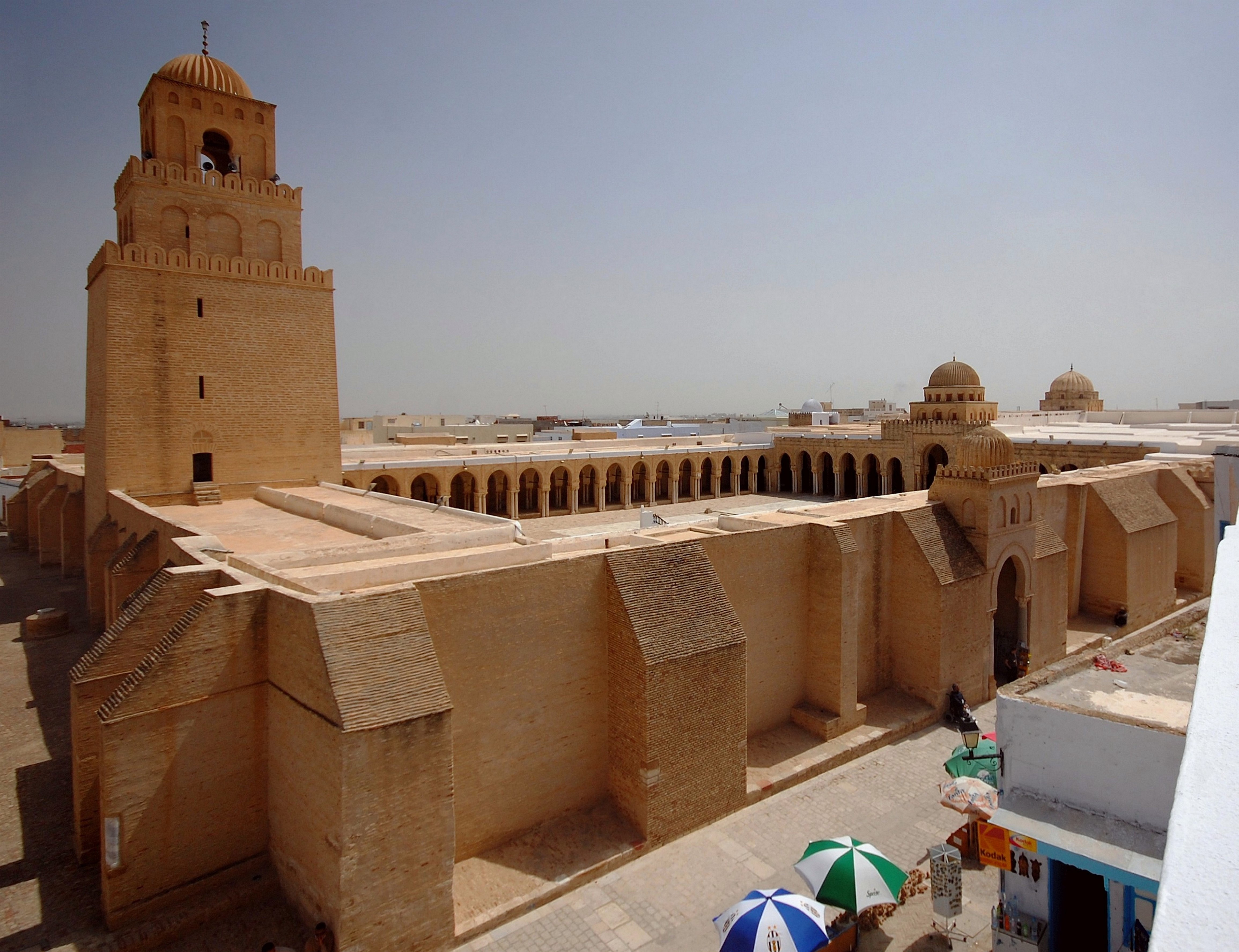
مسجد جامع قیروان (تونس), the oldest and most prestigious mosque in the Muslim West
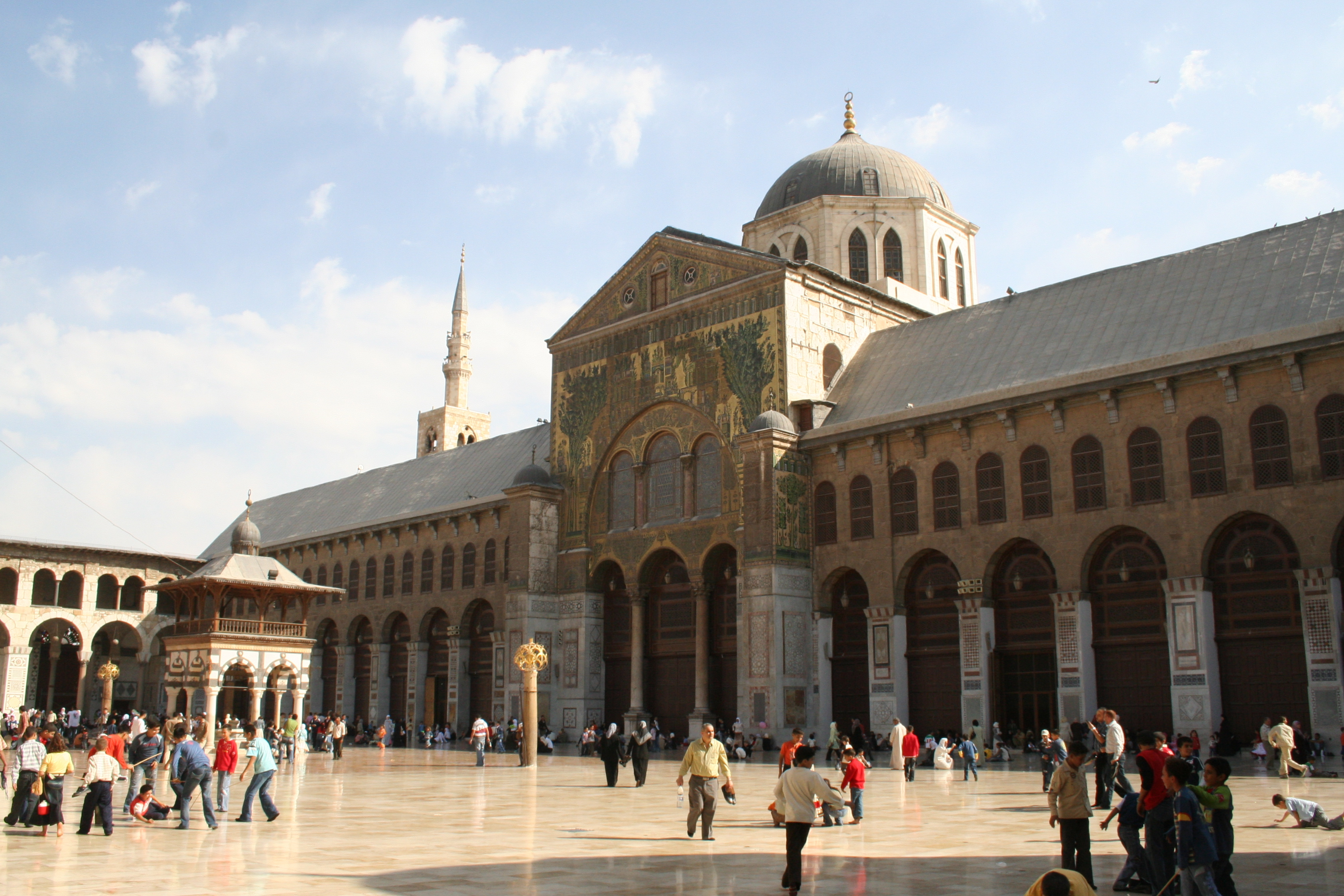
مسجد اموی دمشق در دمشق
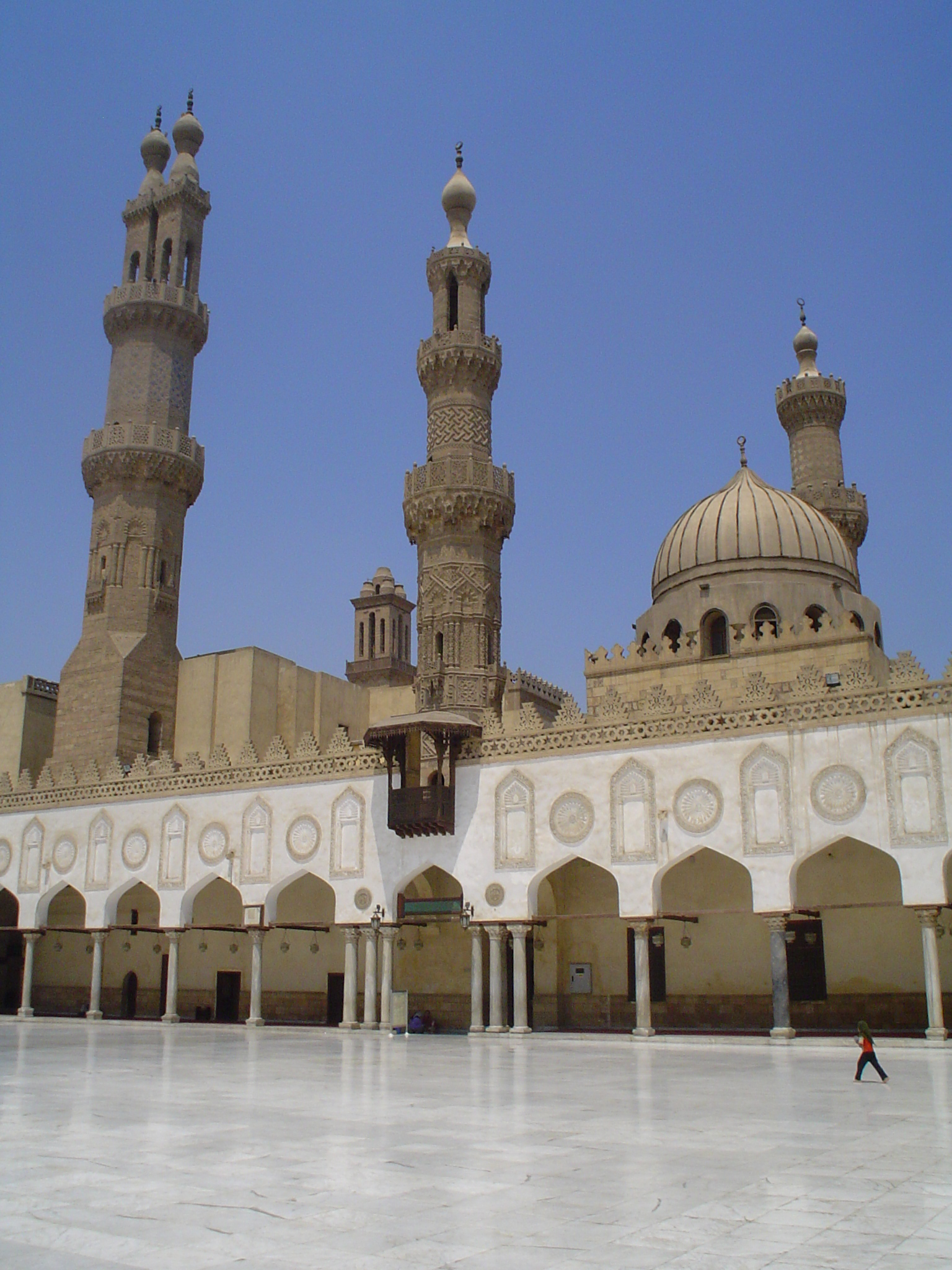
مسجد الازهر در قاهره
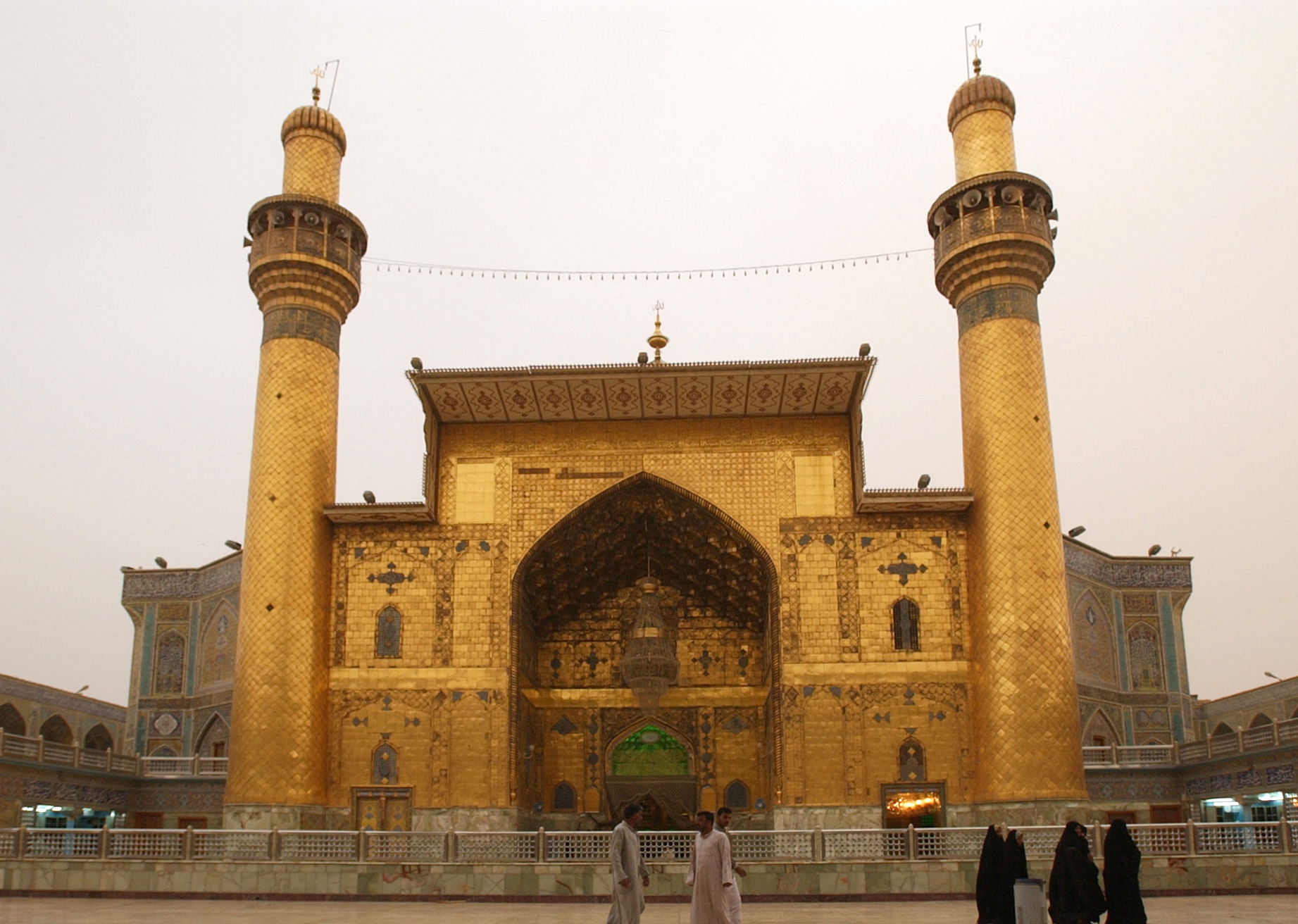
حرم علی بن ابی‌طالب در نجف
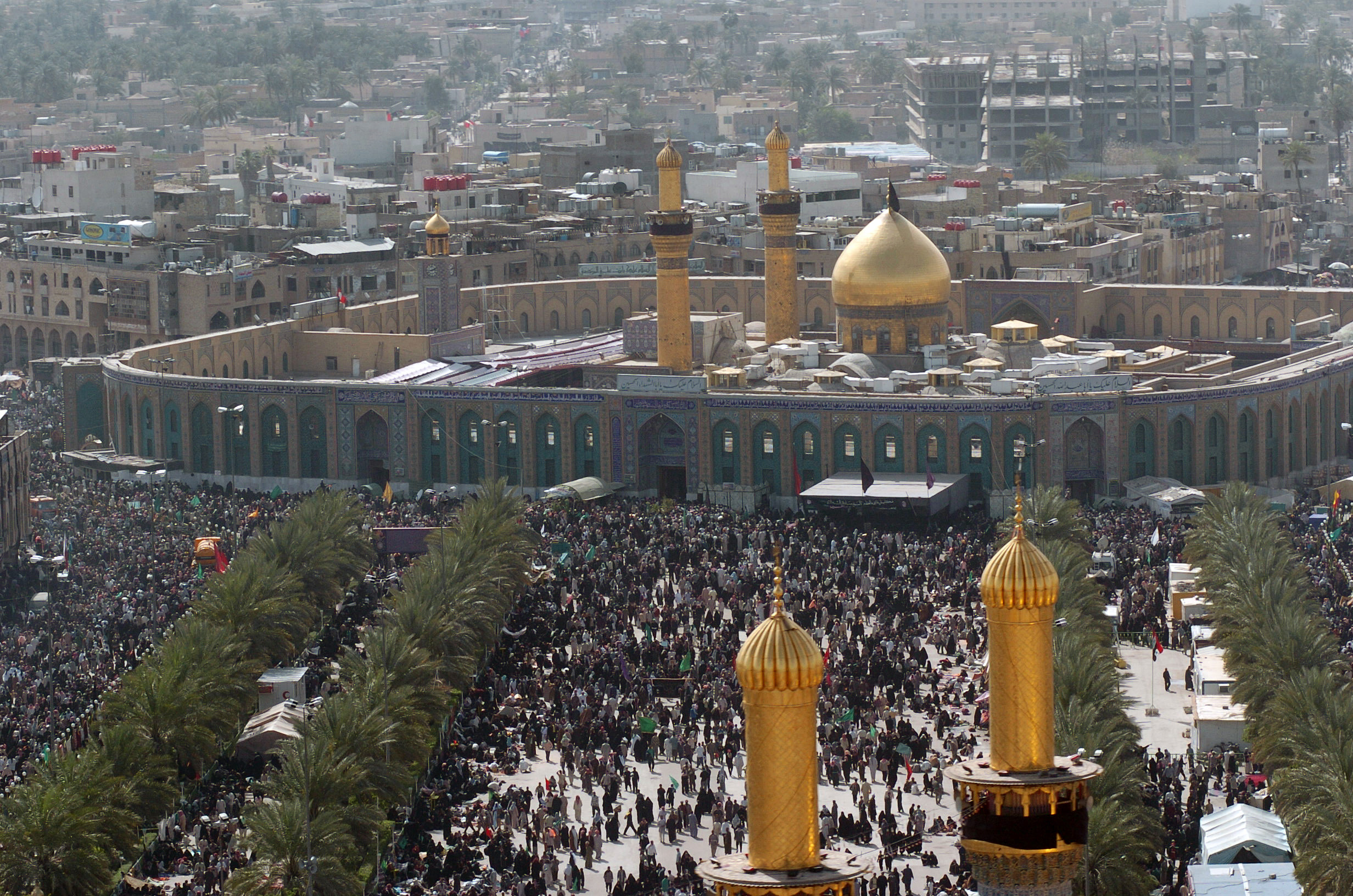
حرم حسین بن علی در کربلا
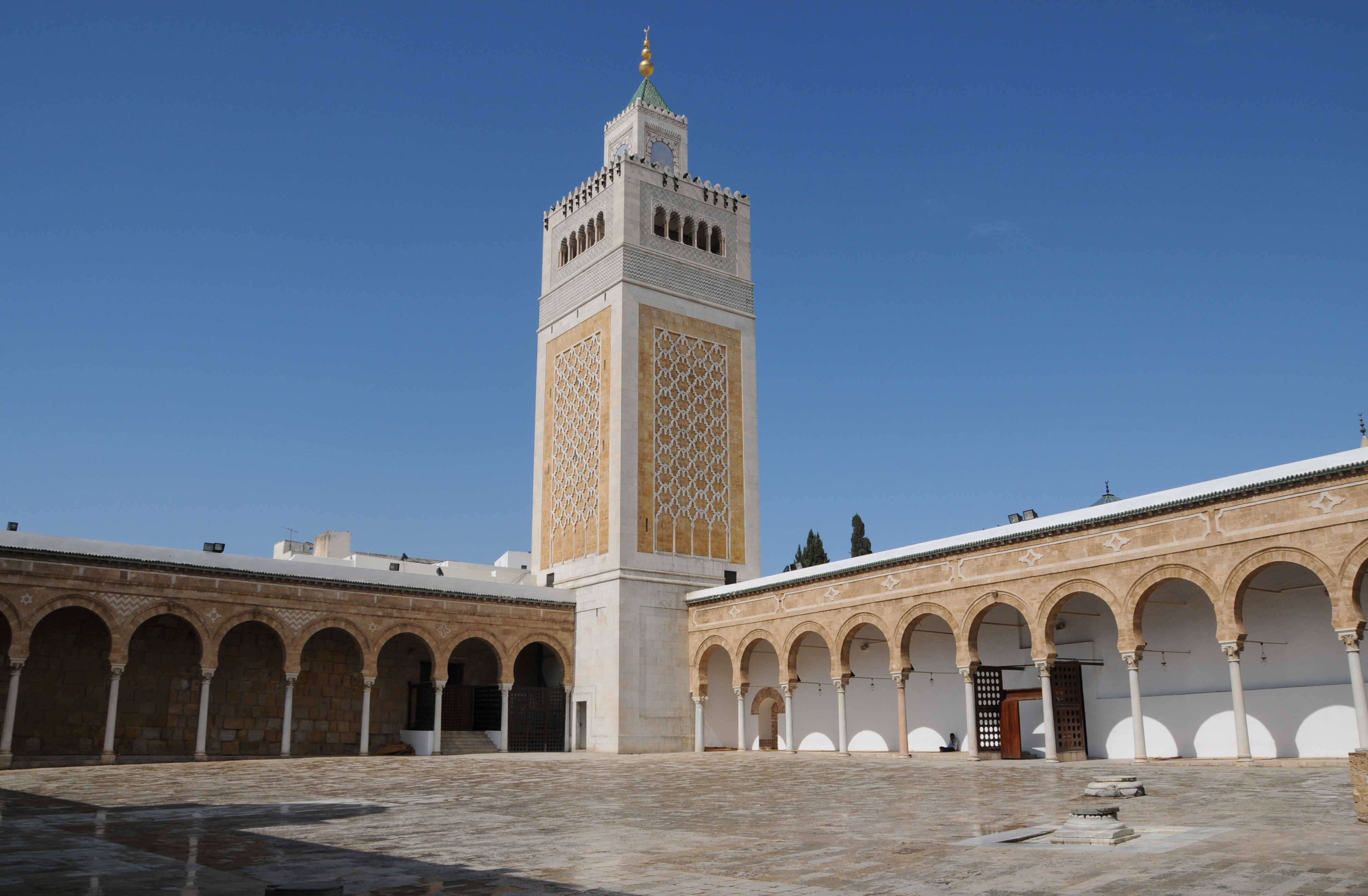
Al-Zaytuna Mosque in تونس (شهر)
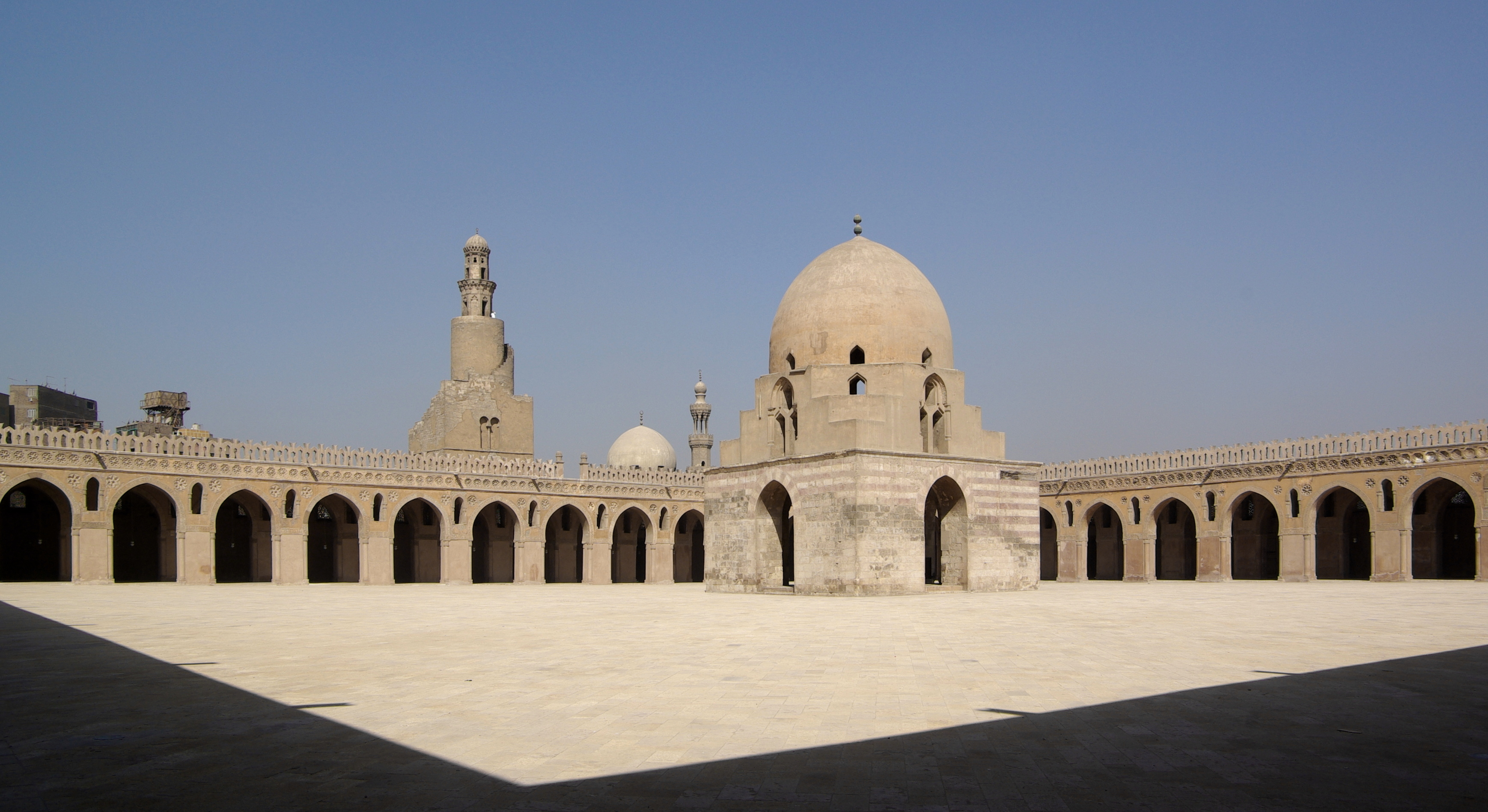
مسجد ابن طولون in قاهره
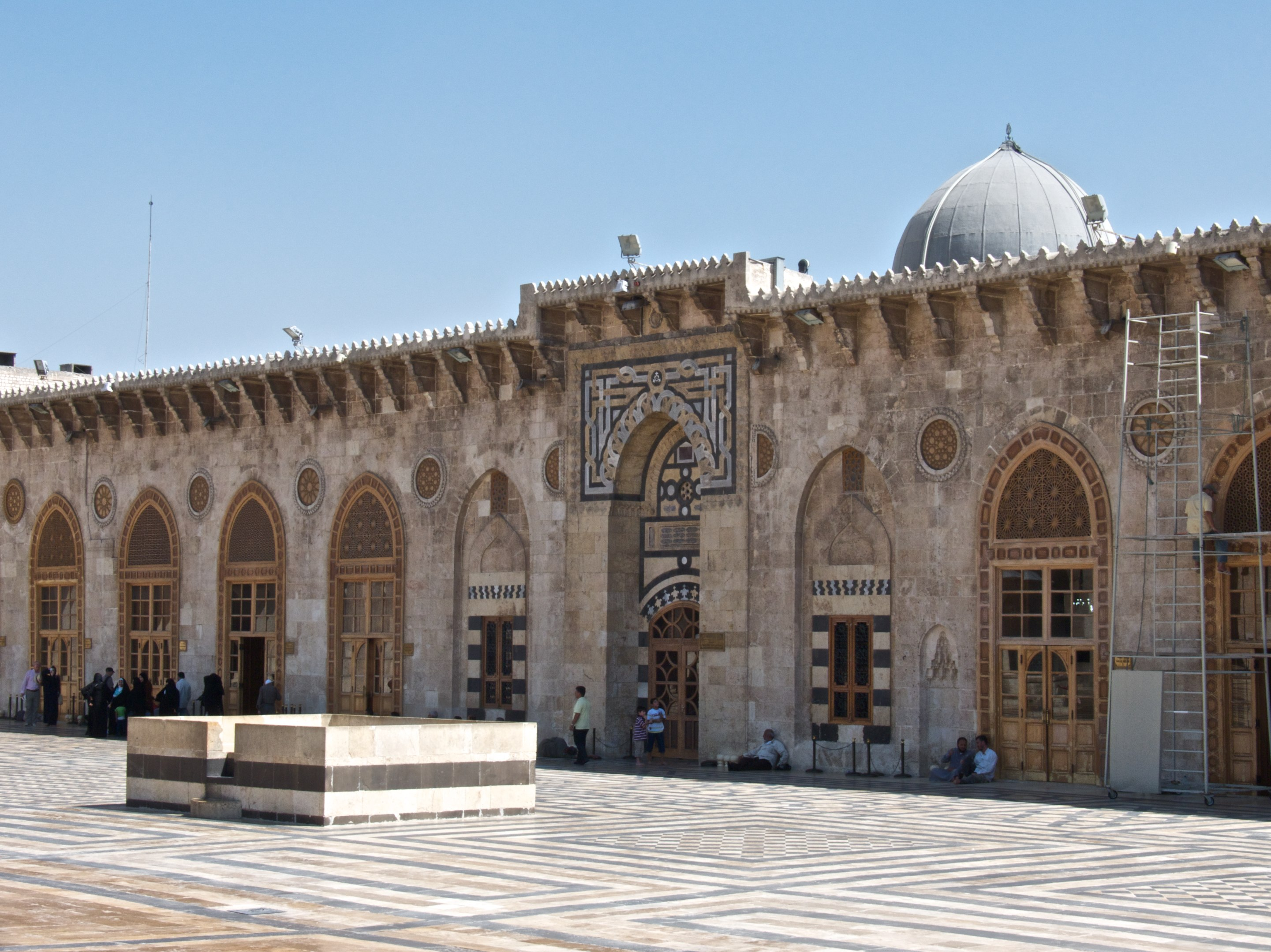
مسجد جامع حلب
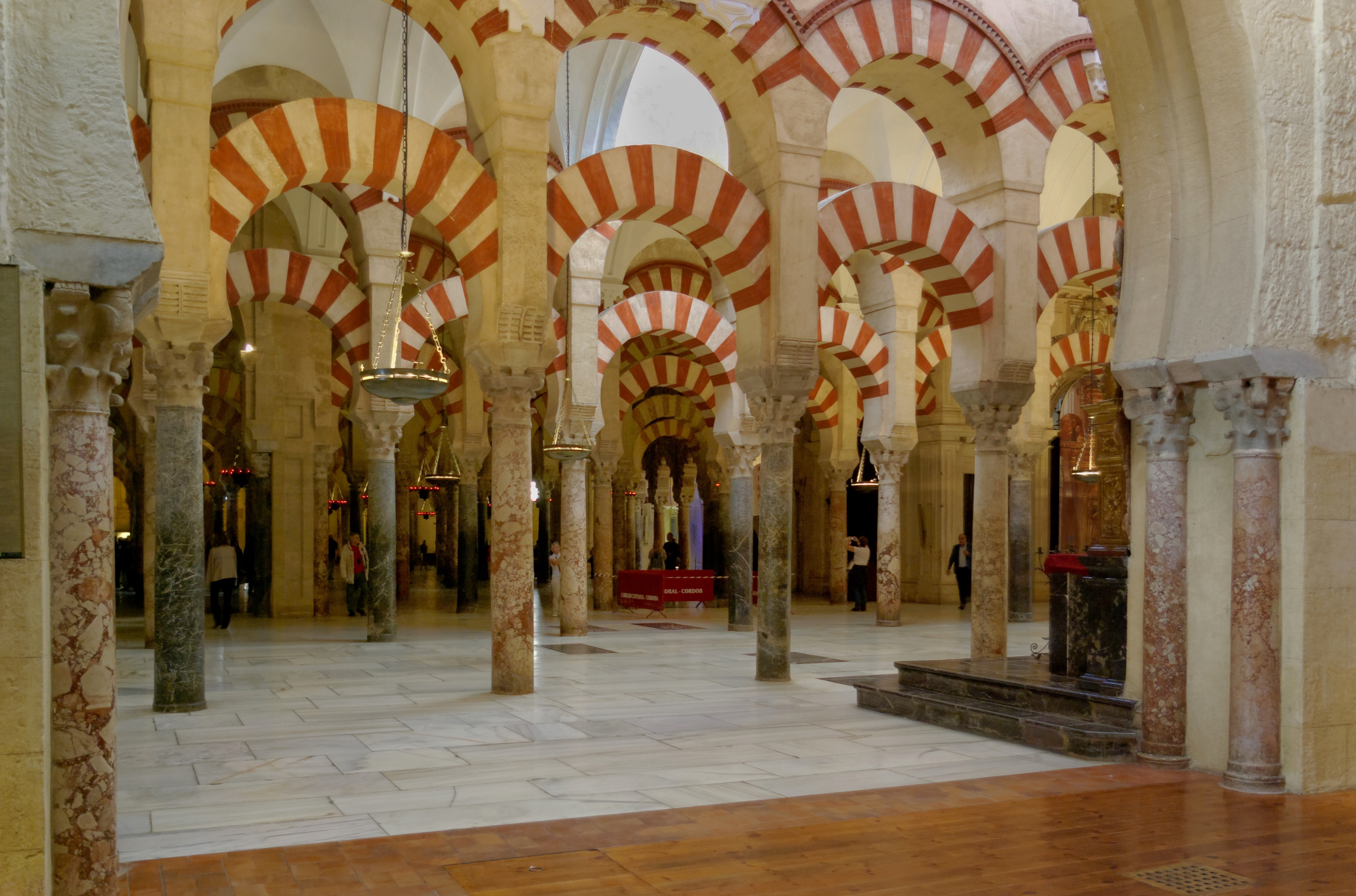
مسجد قرطبه
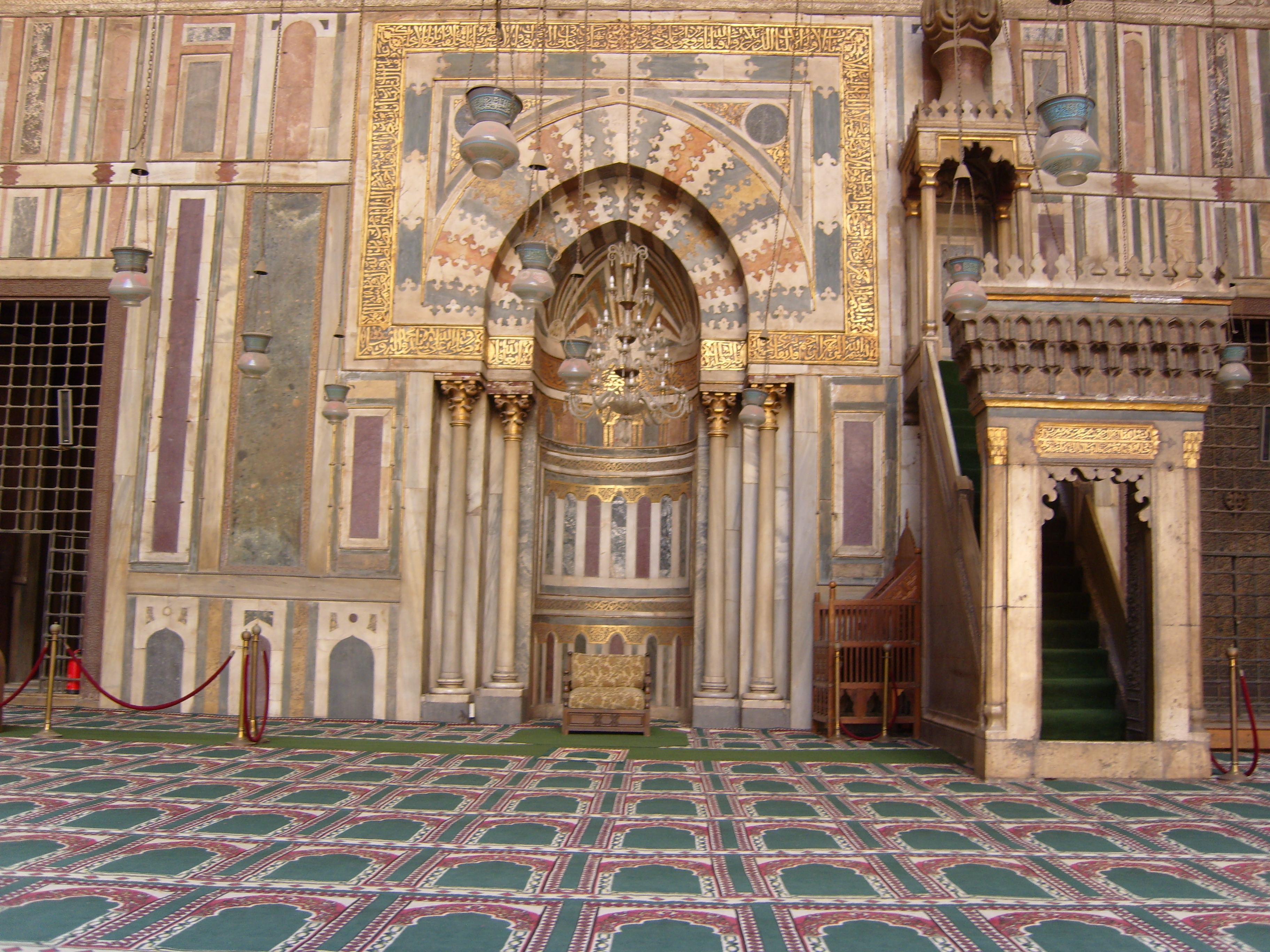
مسجد سلطان حسن در قاهره
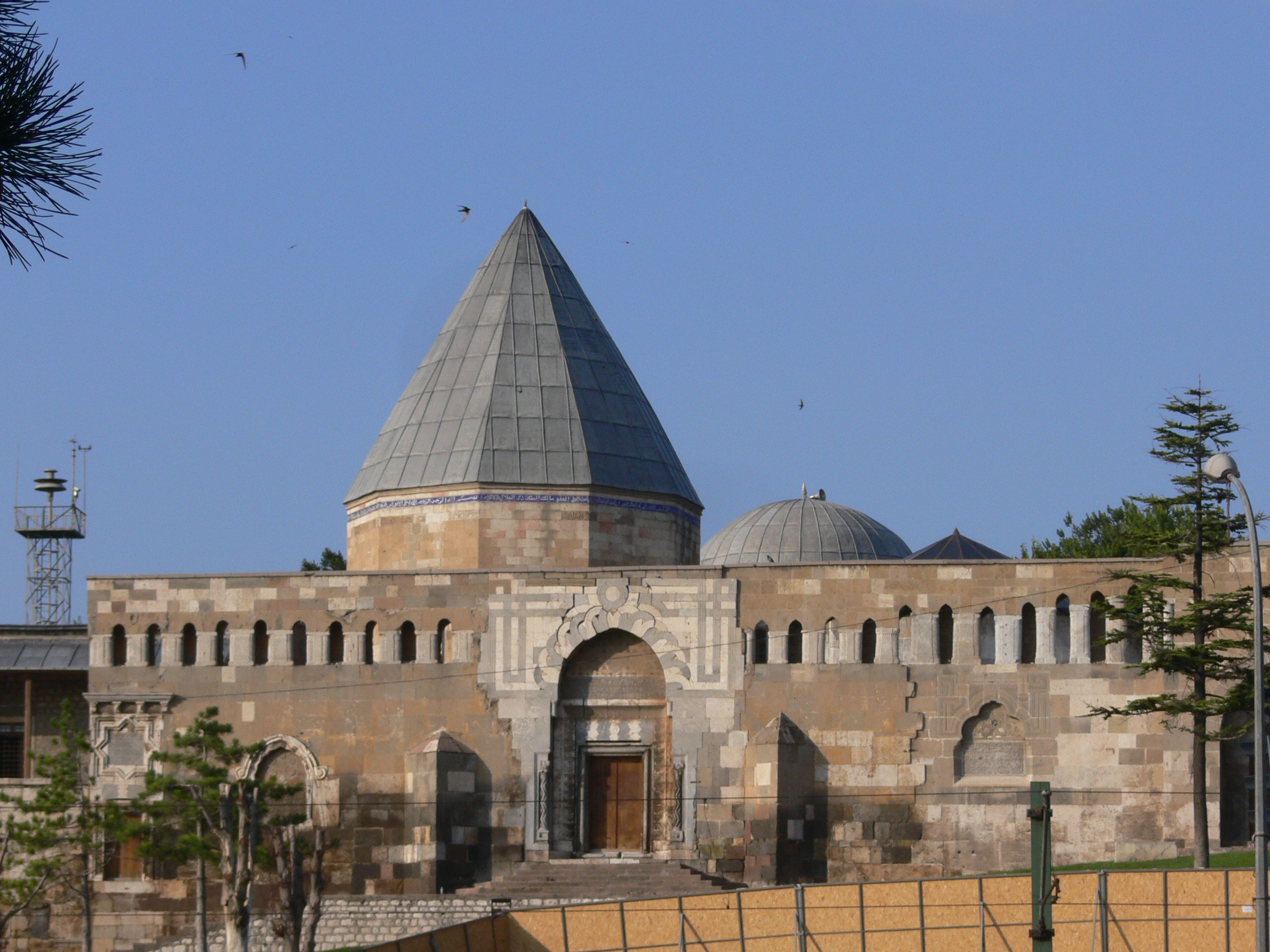
Alaeddin Mosque, قونیه
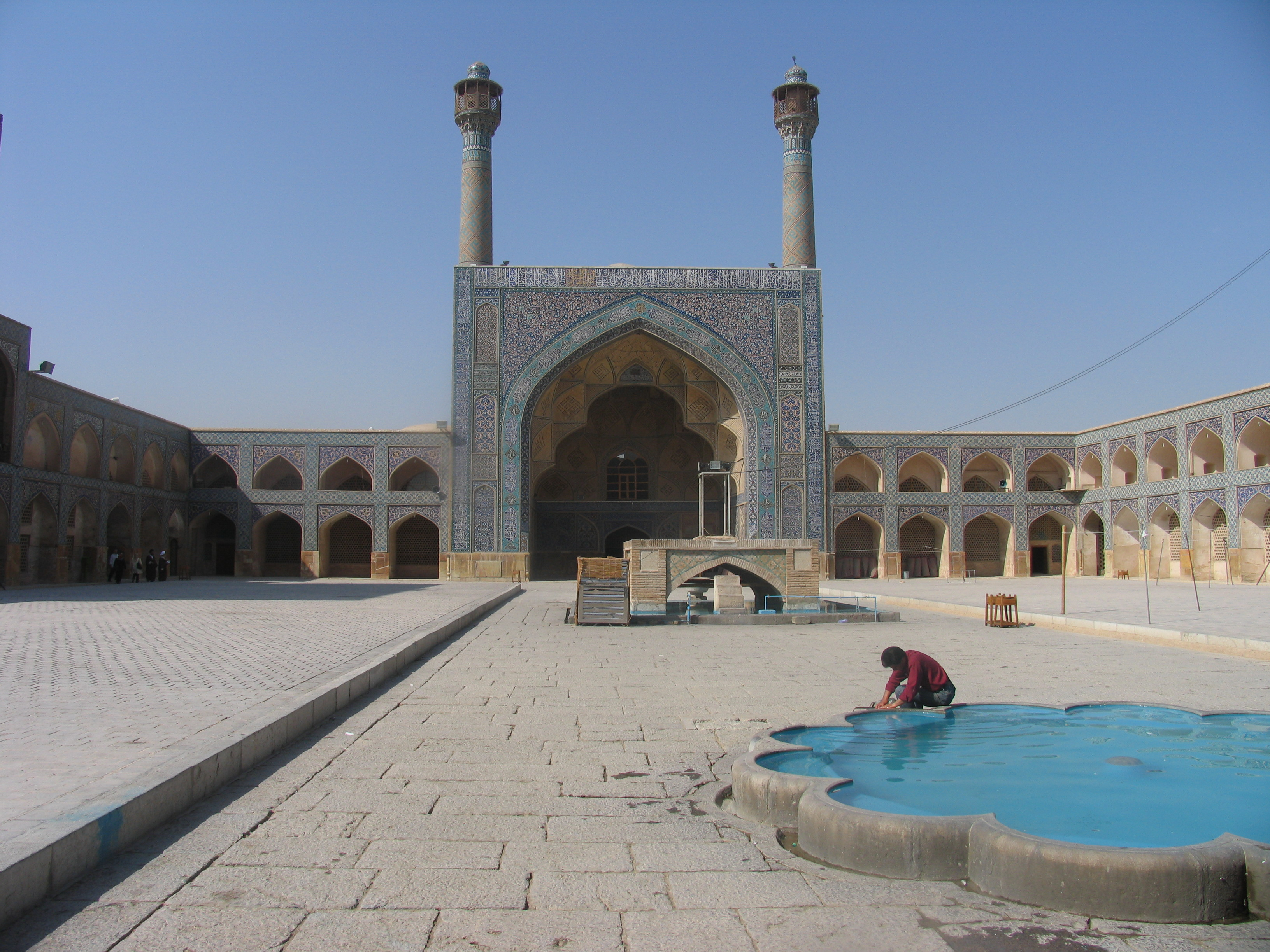
مسجد جامع اصفهان
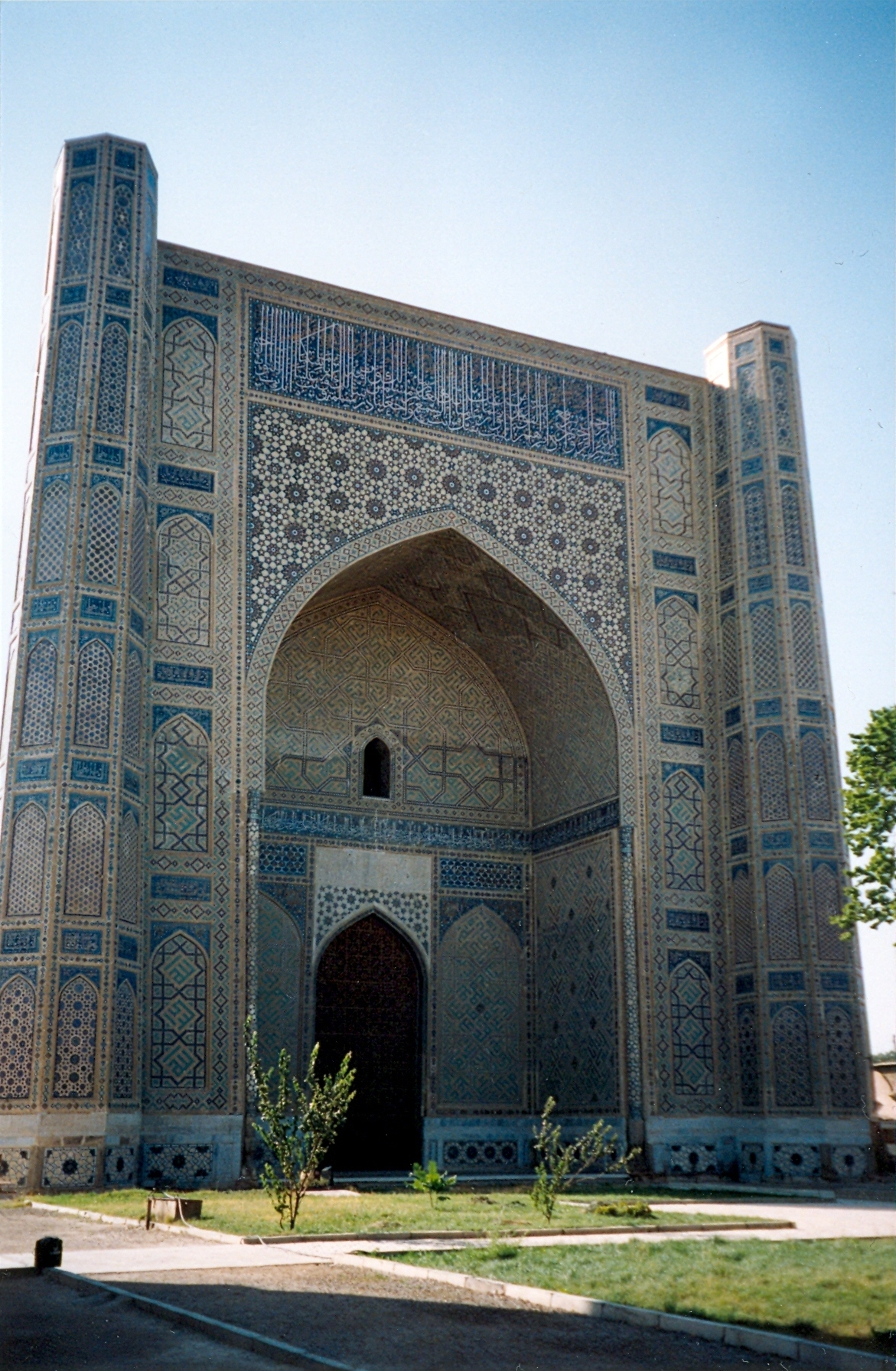
مسجد بی‌بی خانم در سمرقند
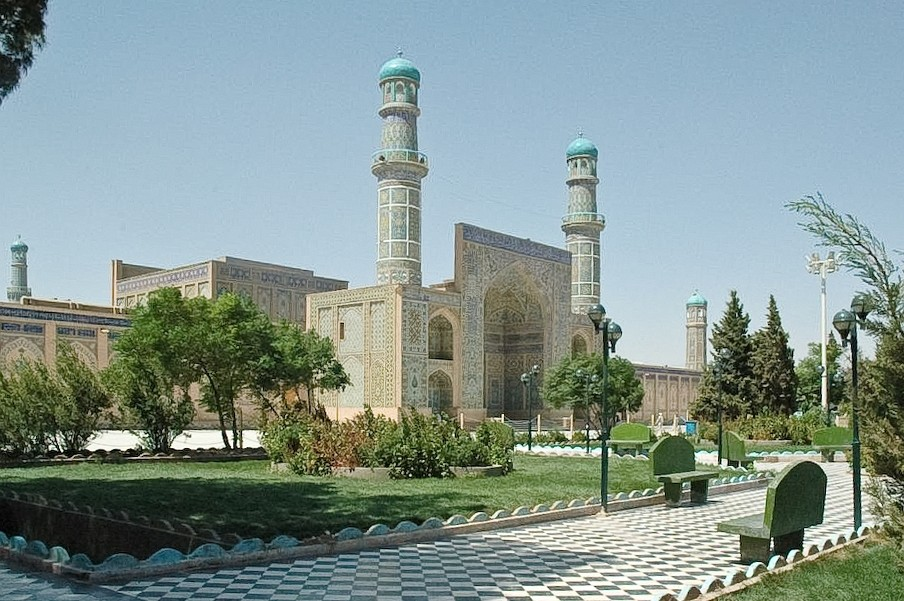
مسجد جامع هرات
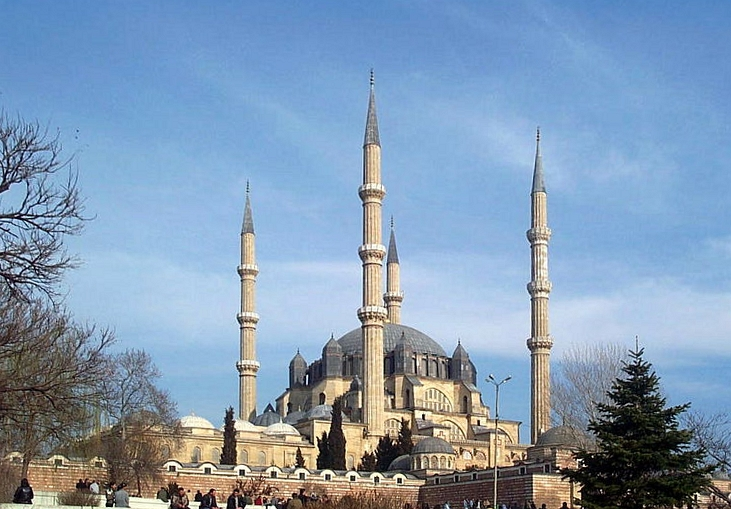
مسجد سلیمیه در ادرنه
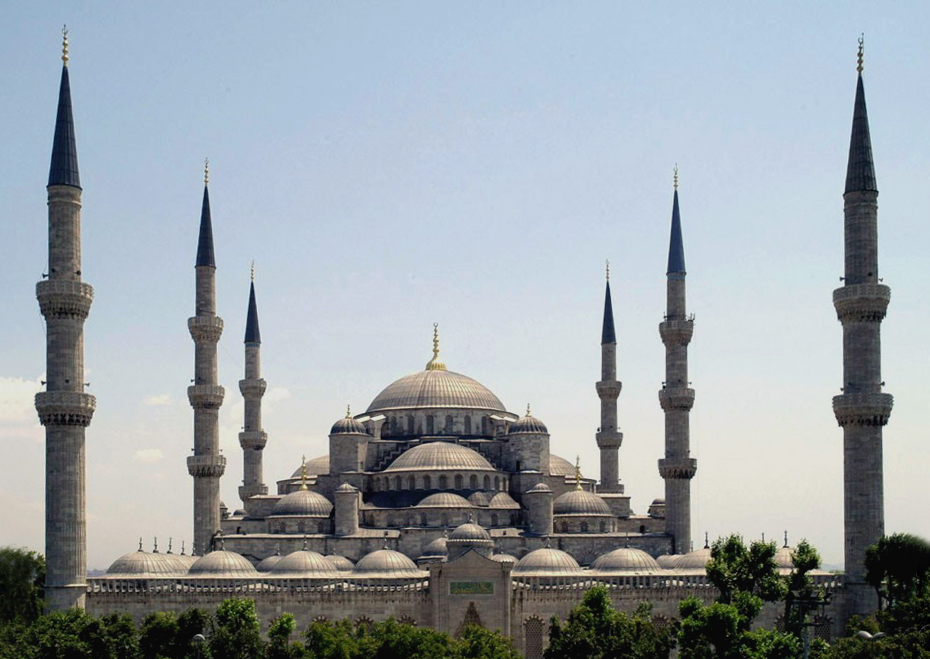
مسجد سلطان احمد in استانبول
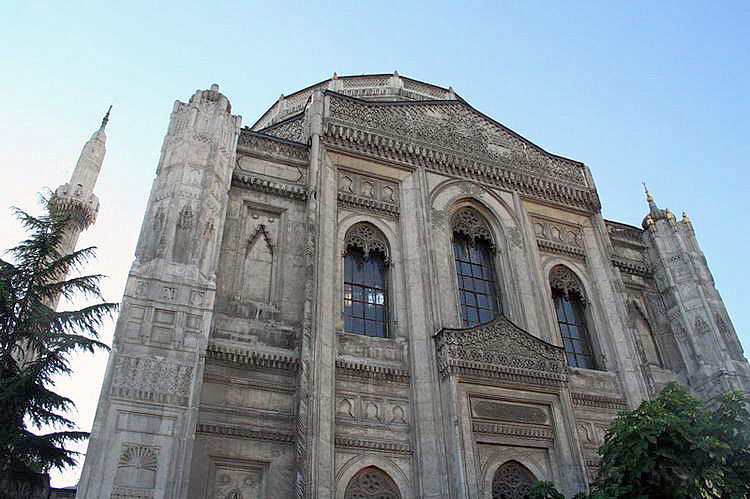
Pertevniyal Valide Sultan Mosque در استانبول
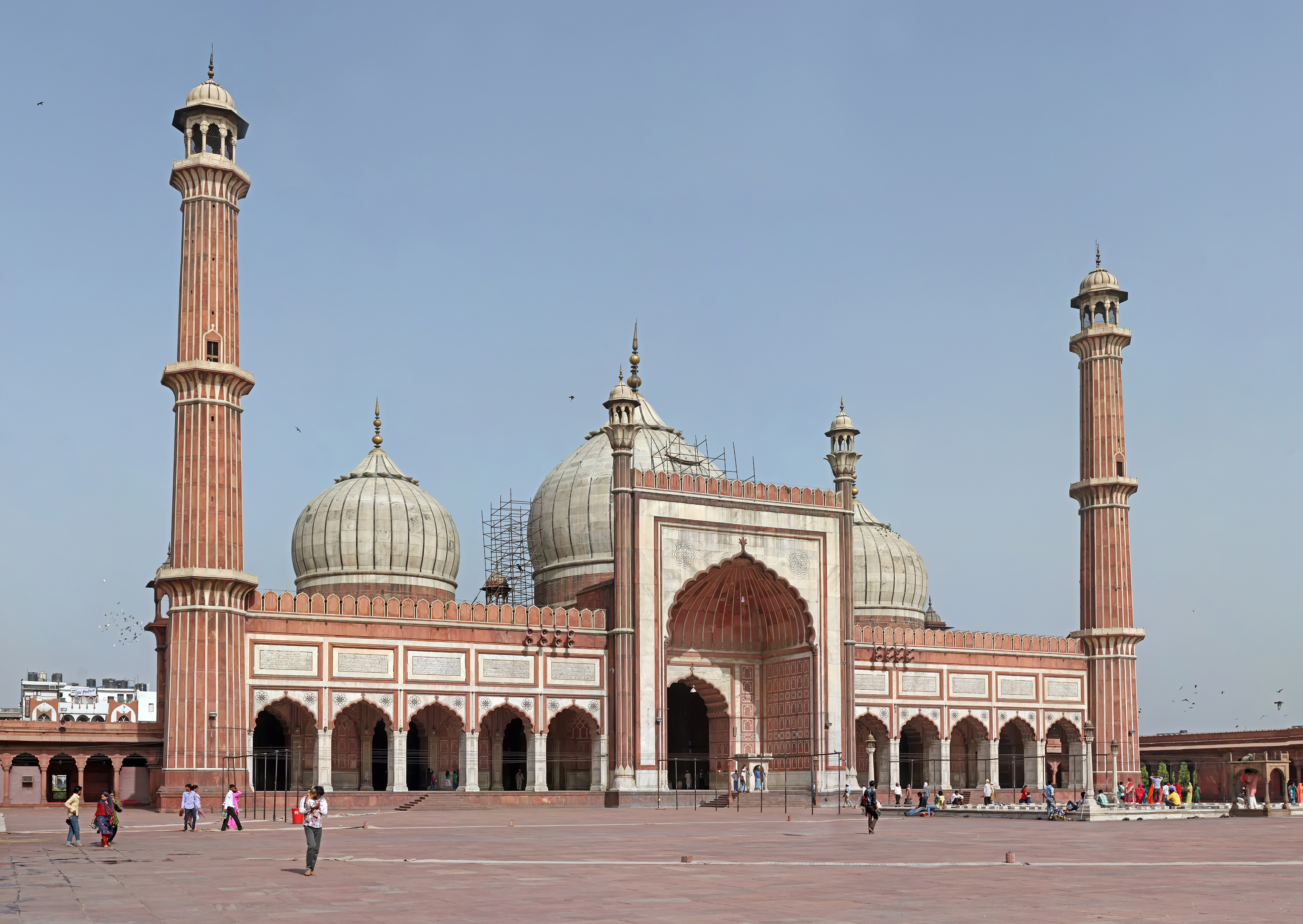
مسجد جامع دهلی
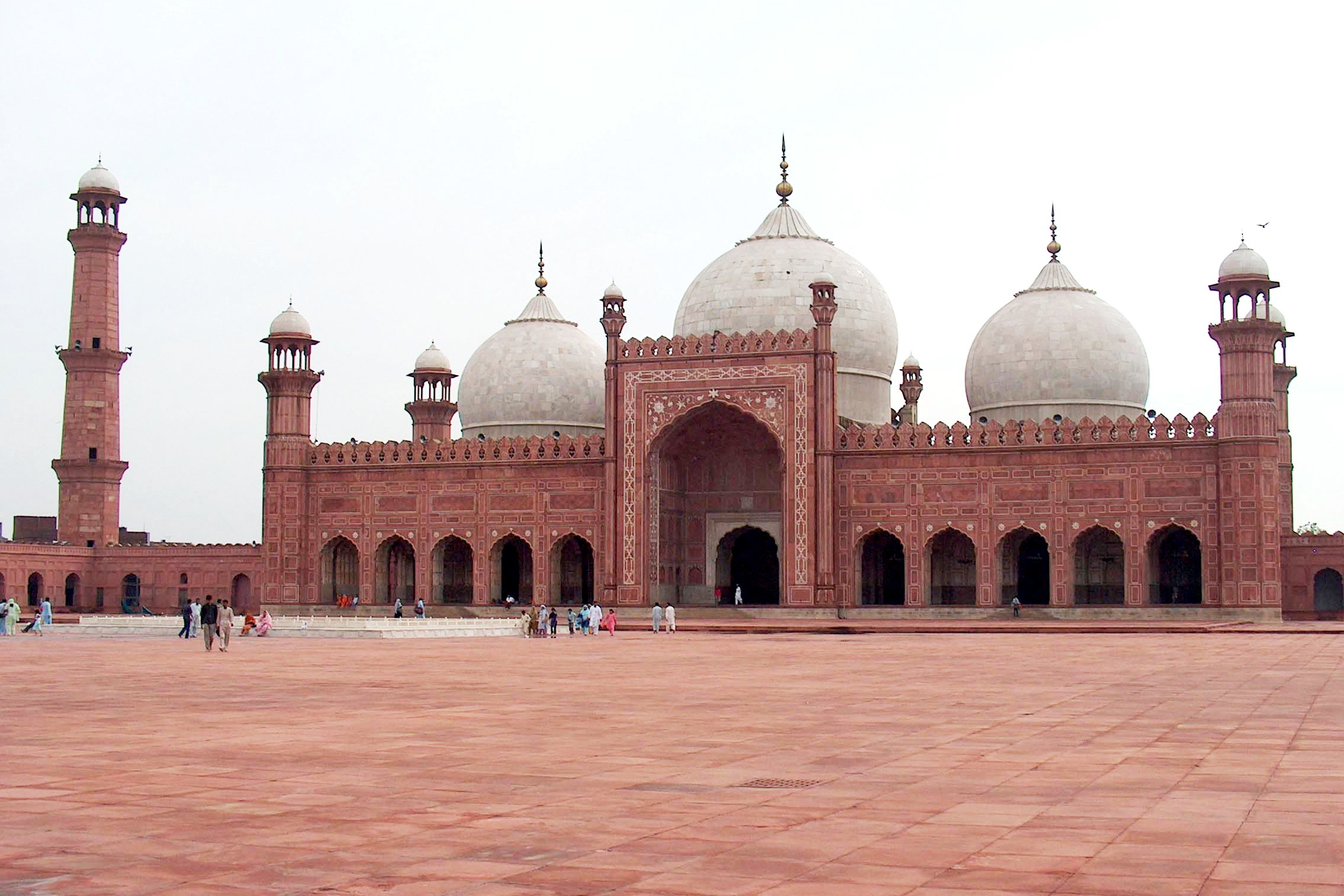
مسجد بادشاهی در لاهور
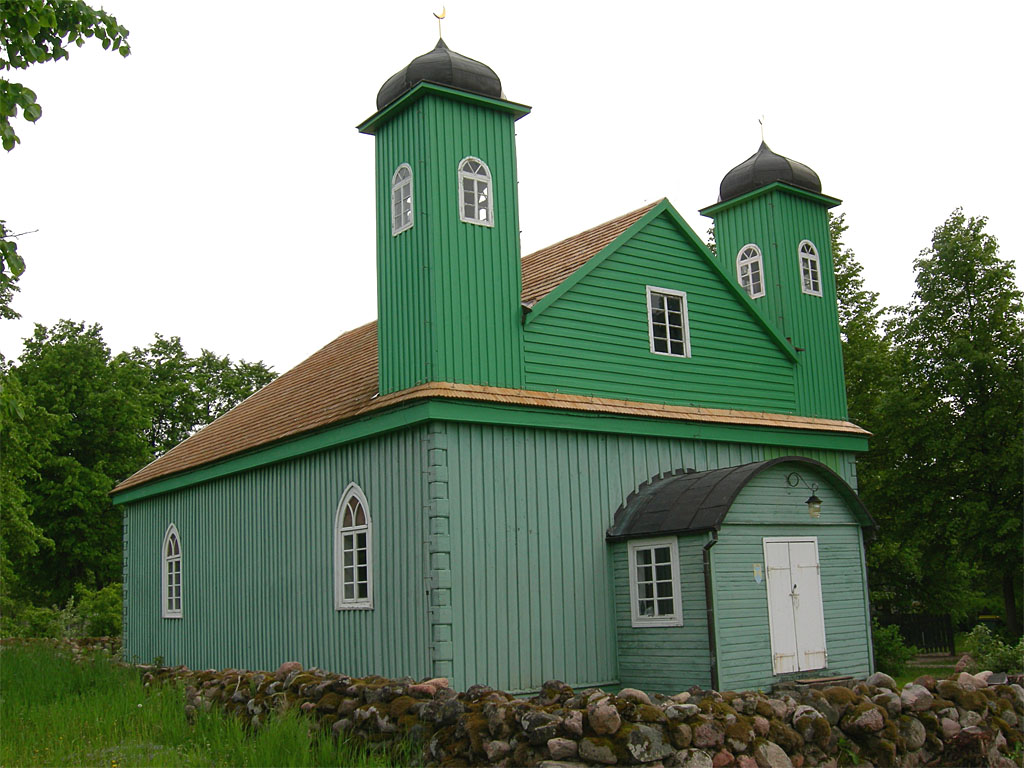
18th-century Tatar mosque, Kruszyniany village, لهستان
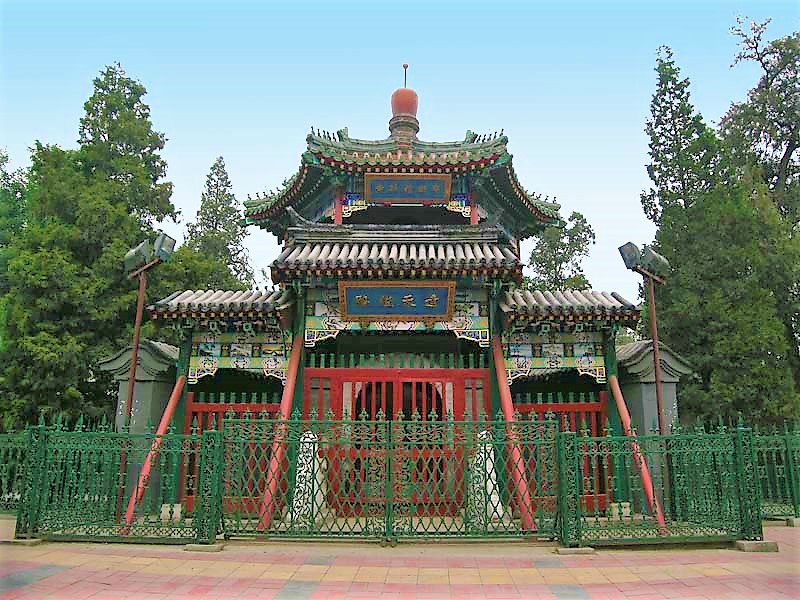
مسجد نیوجی در پکن
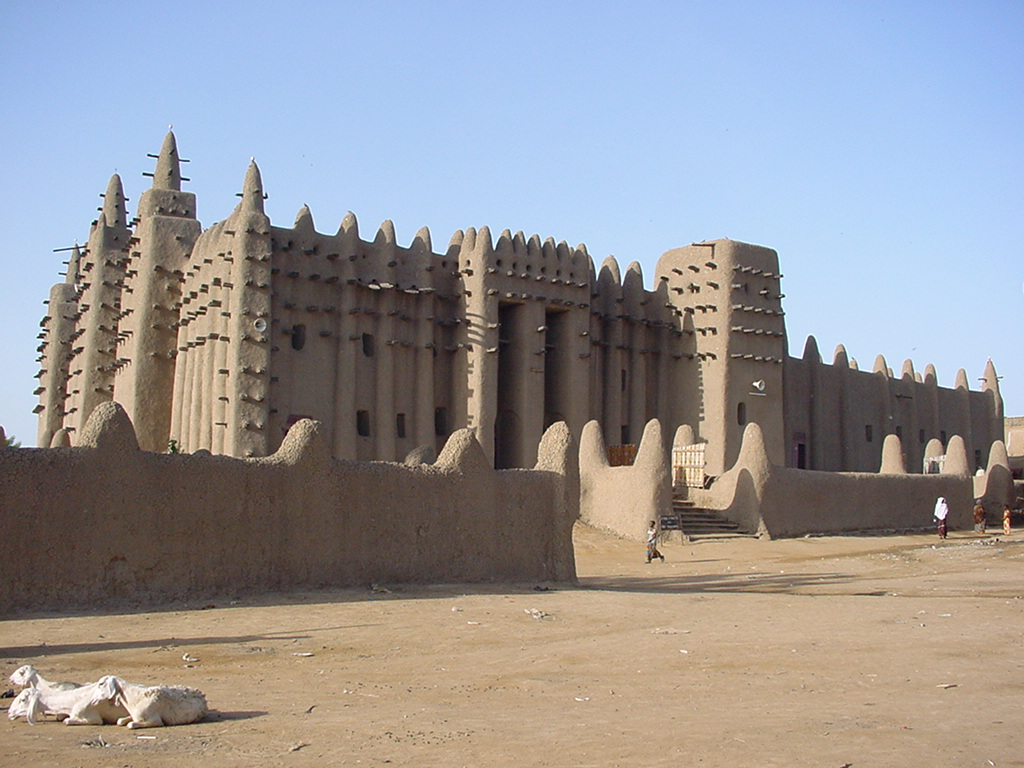
Great Mosque of Djenné in مالی
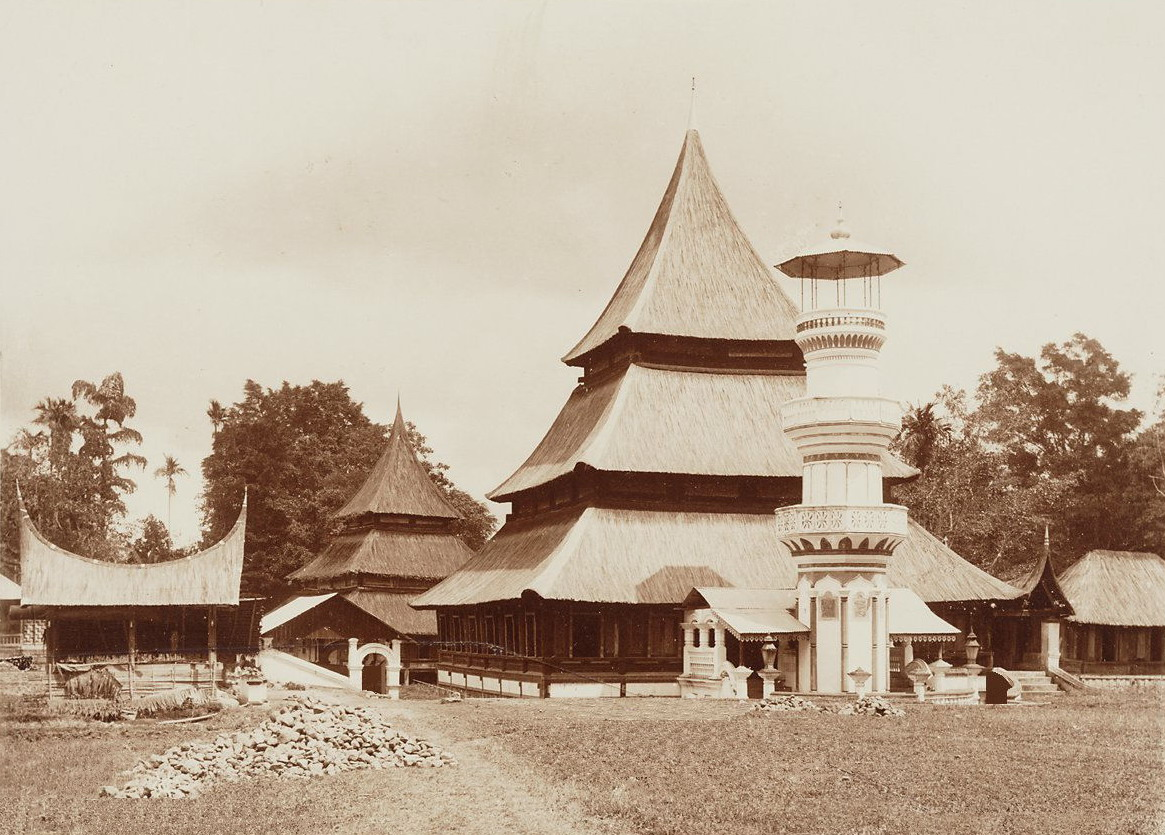
Mosque in سوماترای غربی
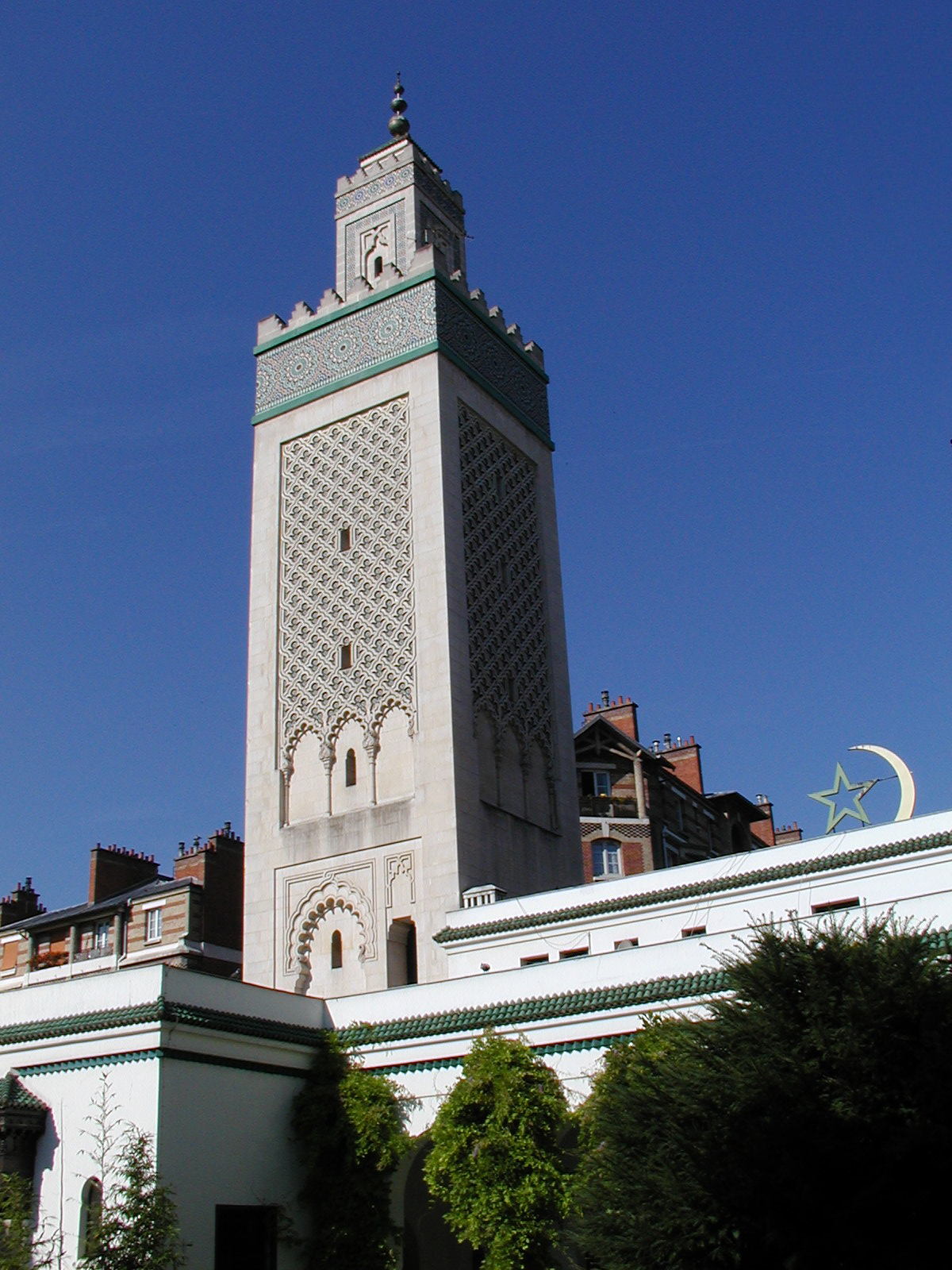
مسجد پاریس
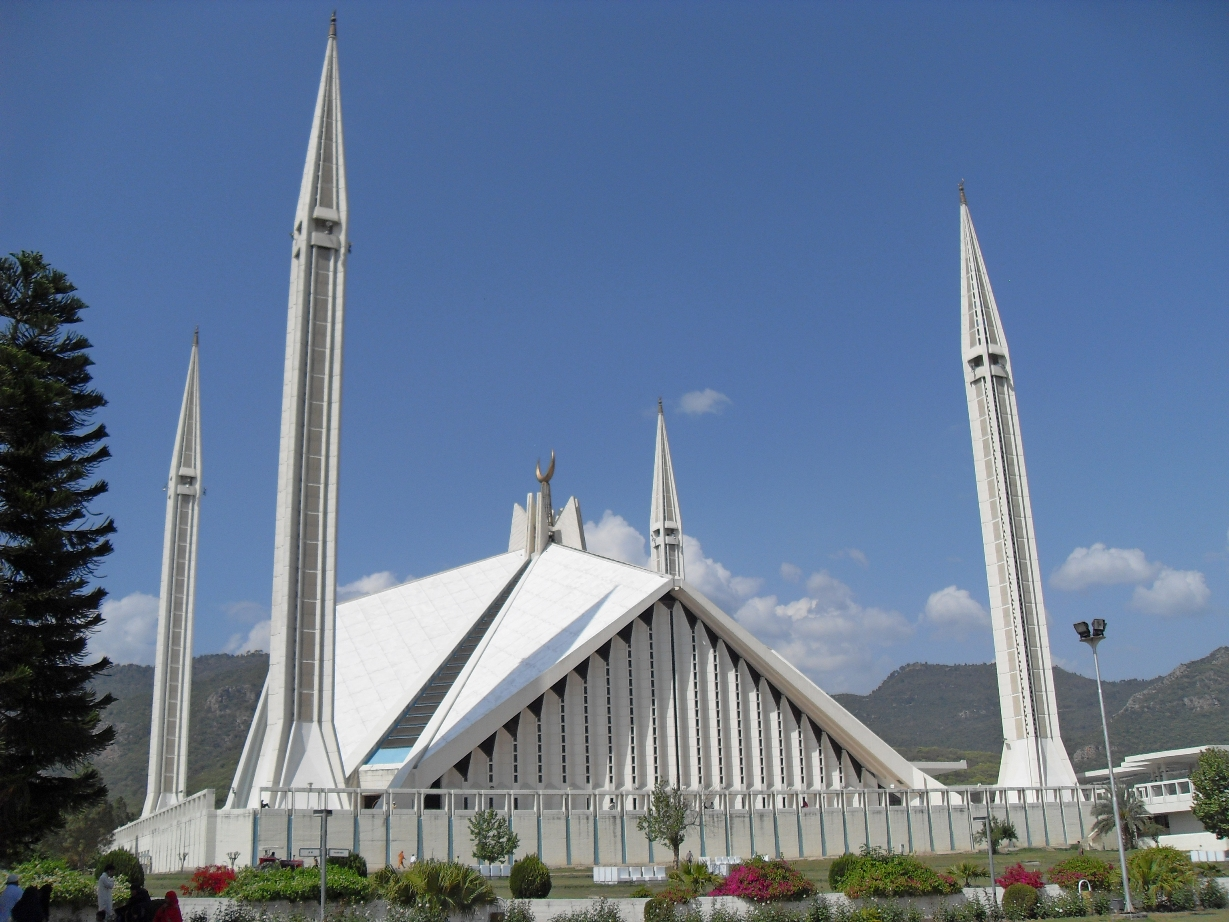
مسجد شاه فیصل، اسلام‌آباد
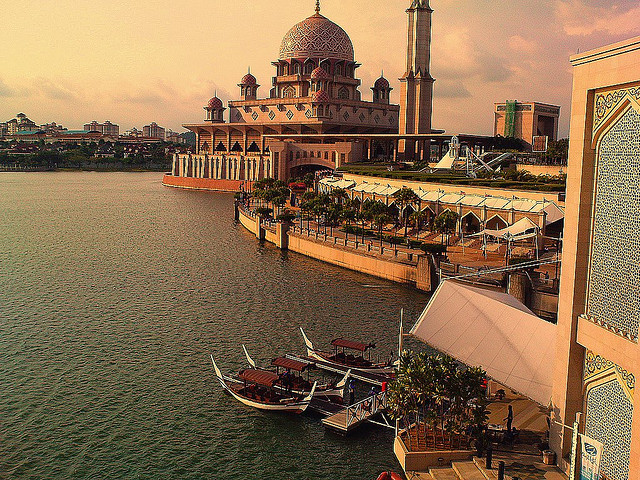
Putra Mosque, پوتراجایا
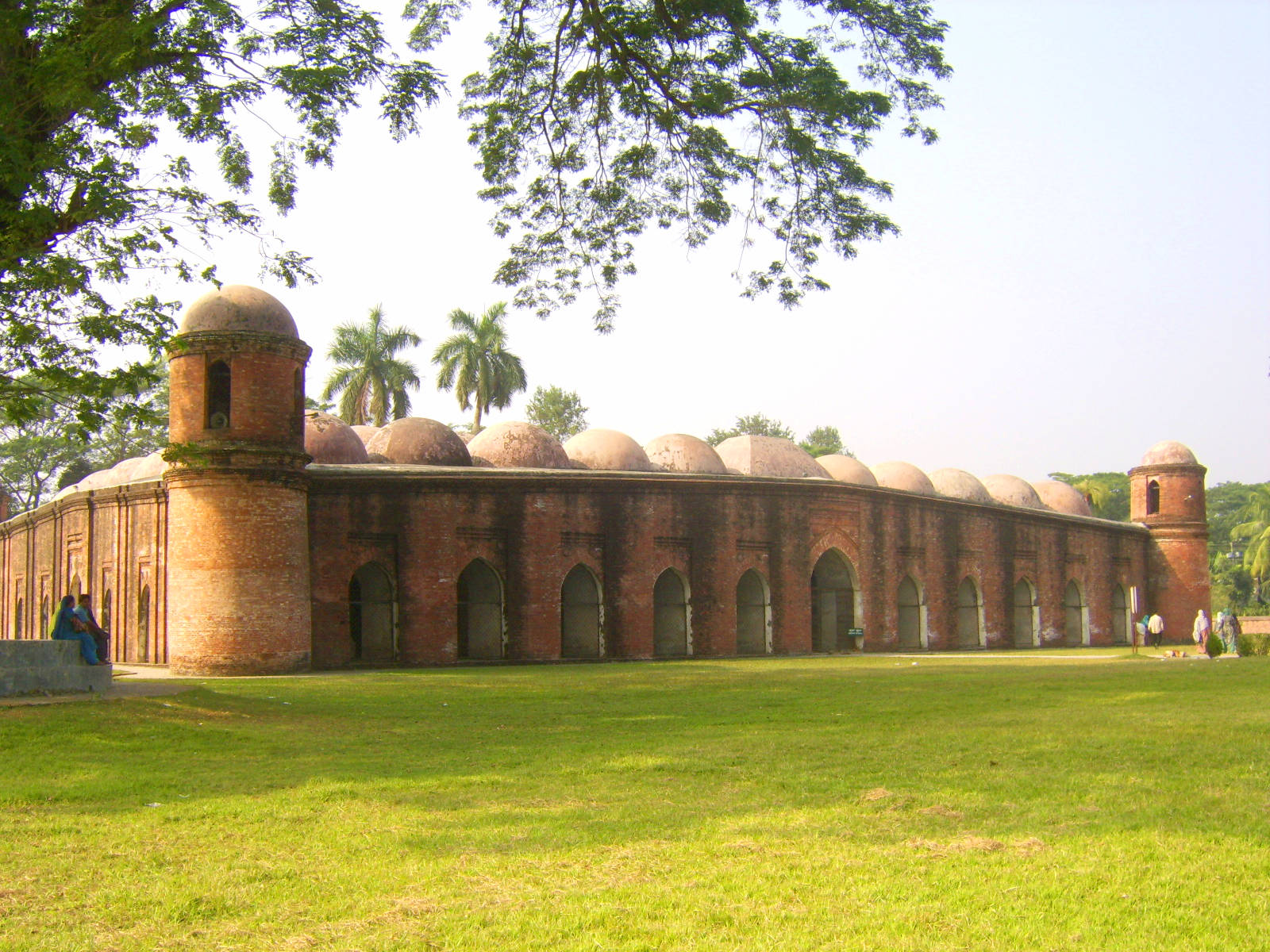
The Sixty Dome Mosque, Bangladesh
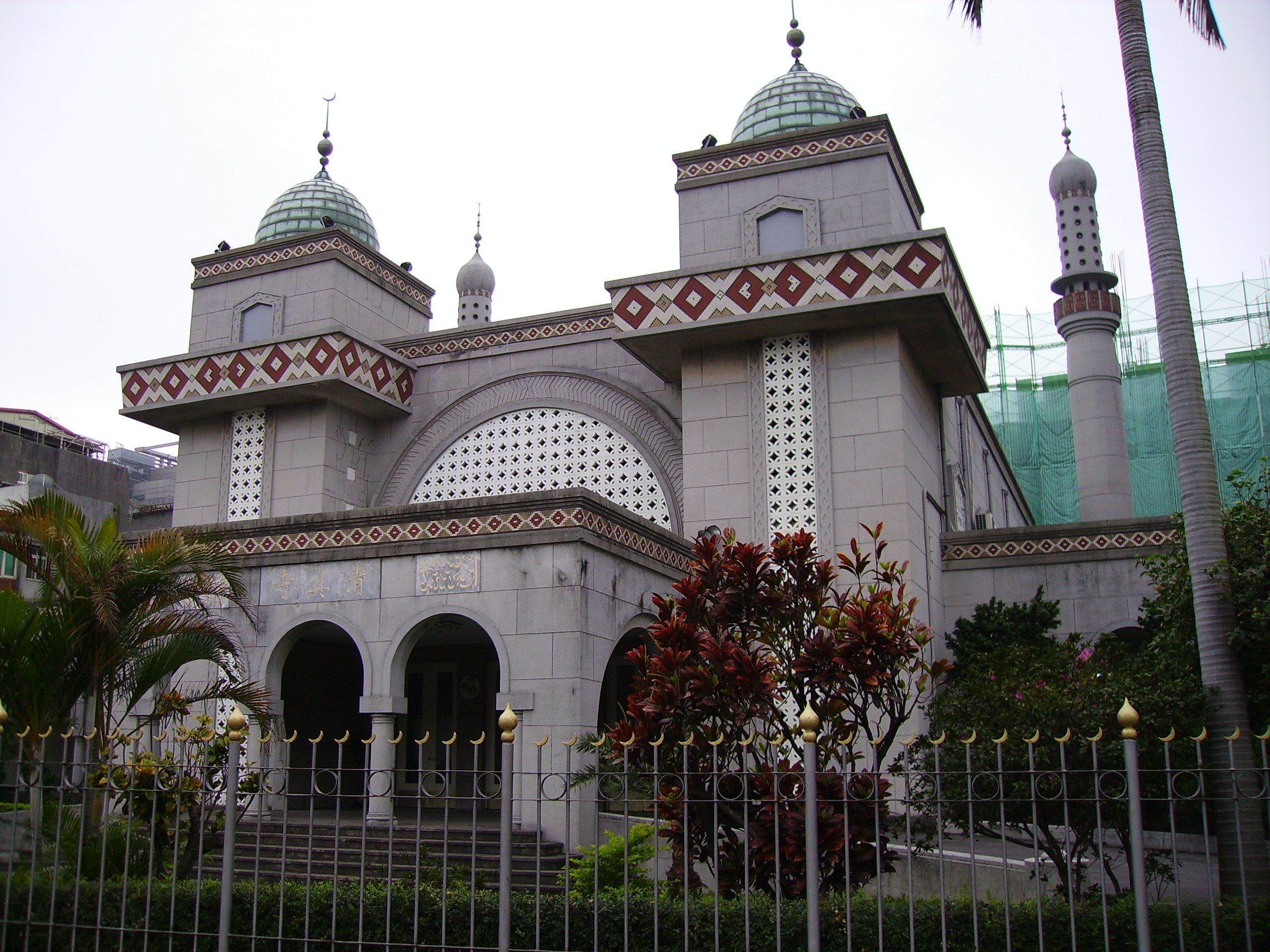
Taipei Grand Mosque in تایپه
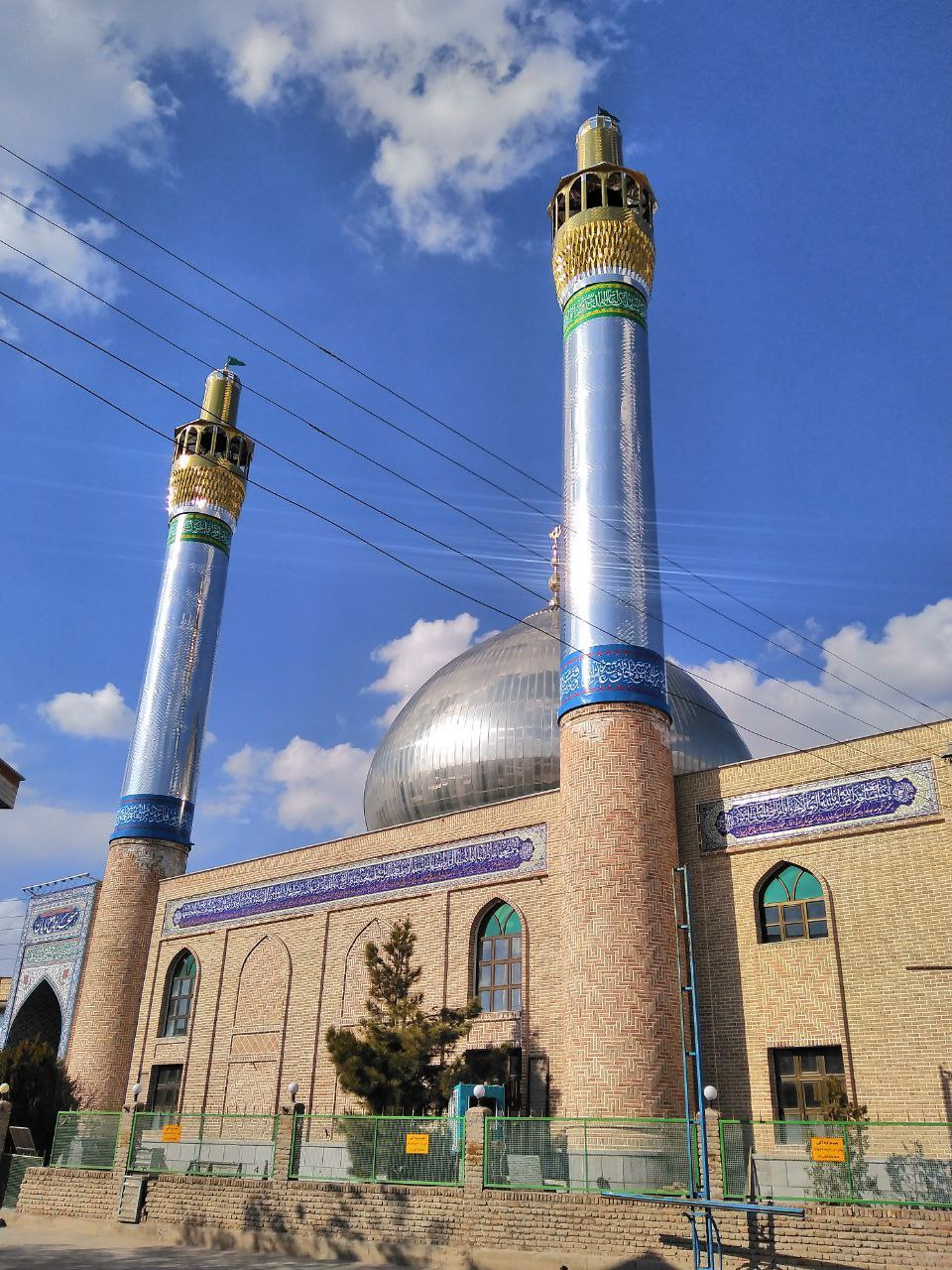
مسجد جامع مایان سفلی تبریز
مسجد محمدحنفیه مایان سفلی تبریز